# 弥富市
弥富市（やとみし）は、愛知県西部にある市。日本有数の金魚の産地として知られている。

## 概要

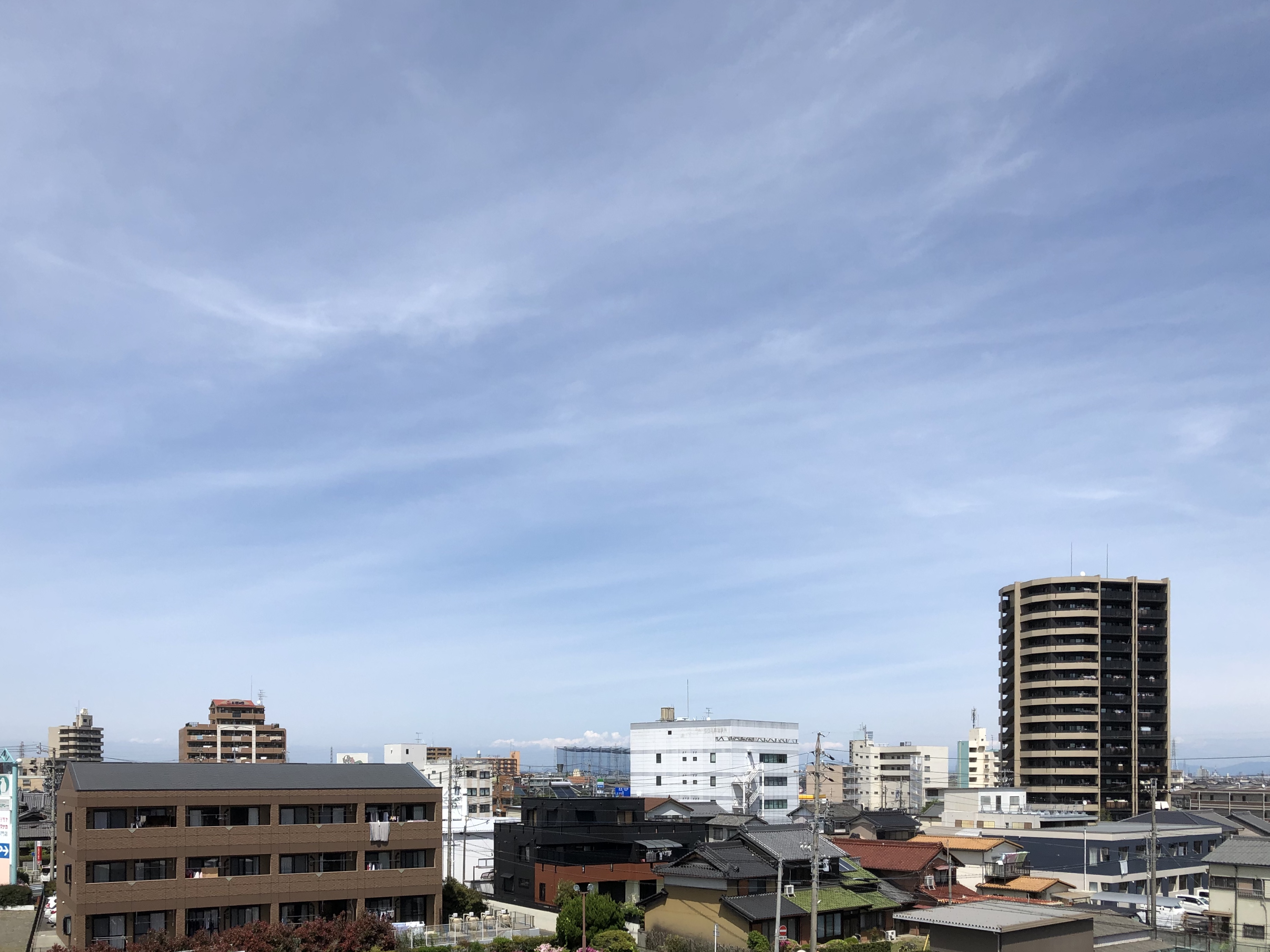
弥富の街並み

2006年（平成18年）4月1日、海部郡弥富町が十四山村を編入合併して市制施行し、愛知県35番目の市として弥富市が誕生した。
北部は鉄道・幹線道路が充実しており、名古屋市や三重県四日市市へのアクセスも良い。
昭和40年代には、名古屋市との行き来に便利な地域として、鉄道駅周辺を中心としてベッドタウンとして住宅開発が進み、人口が大きく伸びた。
今日でもマンション開発などが見られ、人口が穏やかに伸びているが、市の北部、南東部の区域には水田地帯が豊かに広がっており、都市部から農村部、海岸部までを持つ豊かな地域を形成している。
キンギョ（弥富金魚）、ブンチョウ（ハクブンチョウ）の産地である。
また、生産地としてだけではなく、流通拠点としても我が国有数の市場となっており、日本にいる金魚の全品種である約26種類がすべて弥富でそろう一大産地である。。約100ヘクタールの養殖池があり、約5,000万匹を生産している。金魚の尾数では奈良県大和郡山市を下回るが、品種数、養殖池面積、売上高では弥富が日本一の金魚産地である。弥富市歴史民俗資料館には約20種類の金魚が水槽で展示されている。

### 地名の由来
彌（弥）富は「いよいよ富む、いやがおうにも富む」 事を願って命名された瑞祥地名である。

## 地理

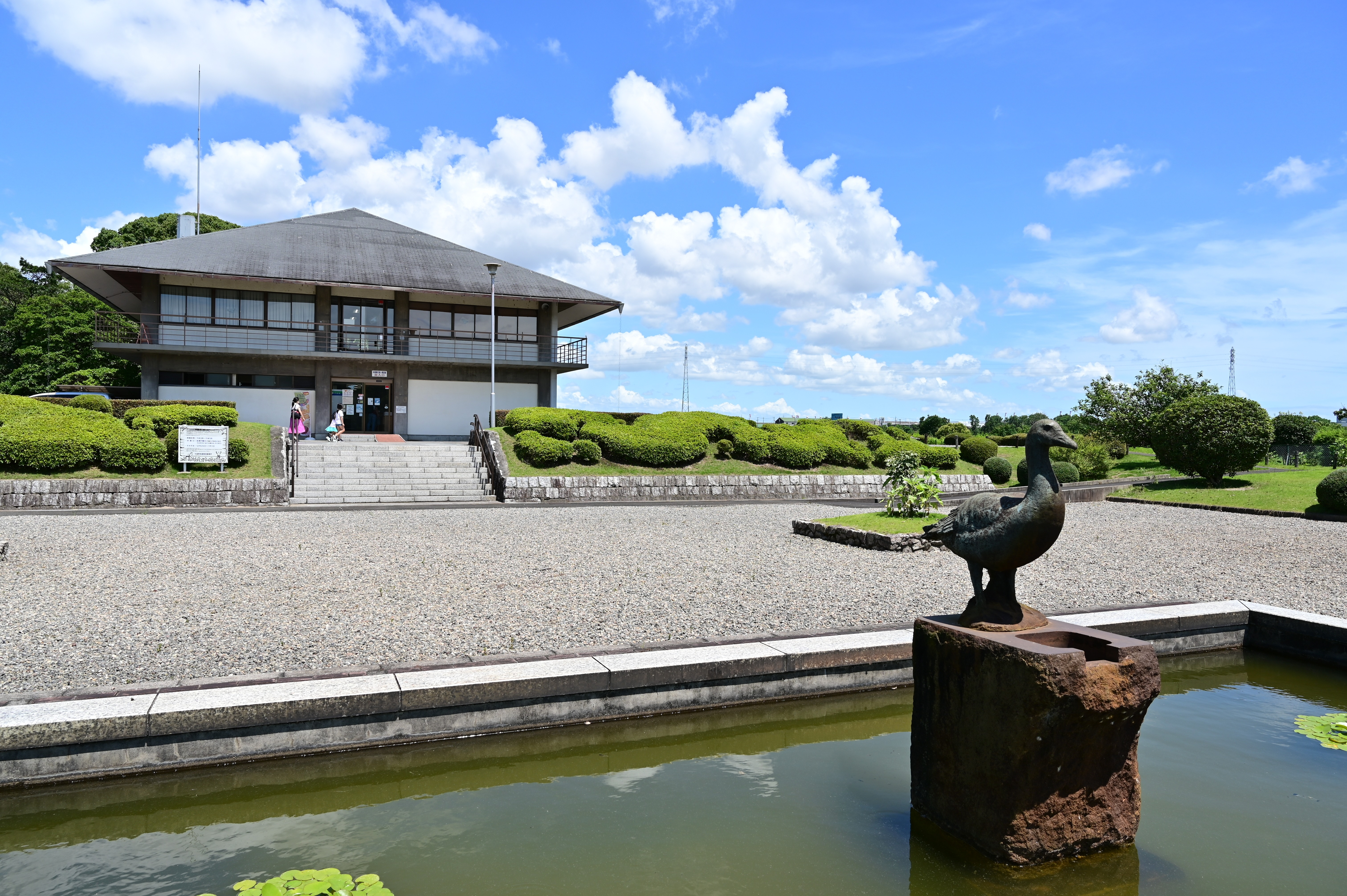
愛知県弥富野鳥園

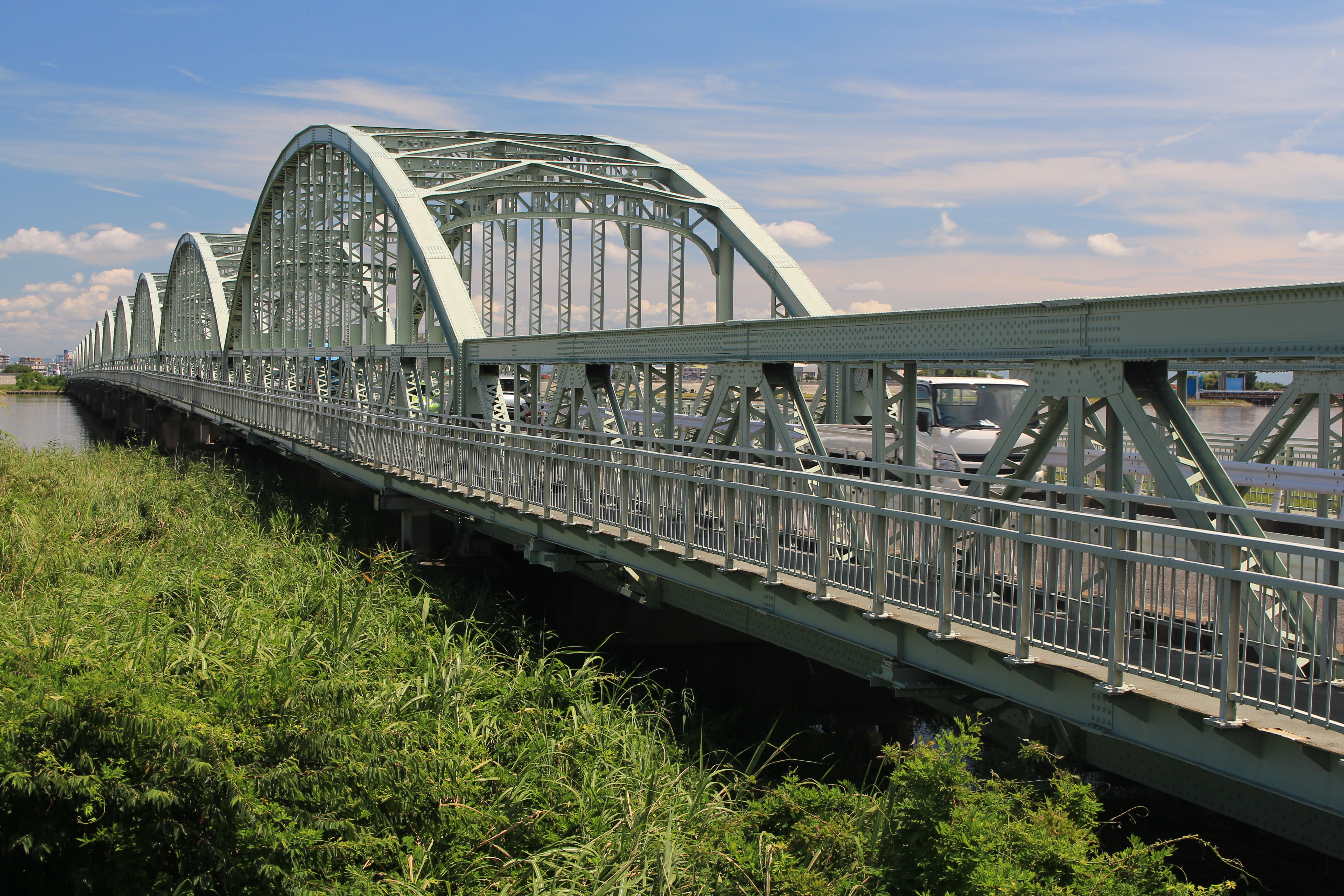
尾張大橋

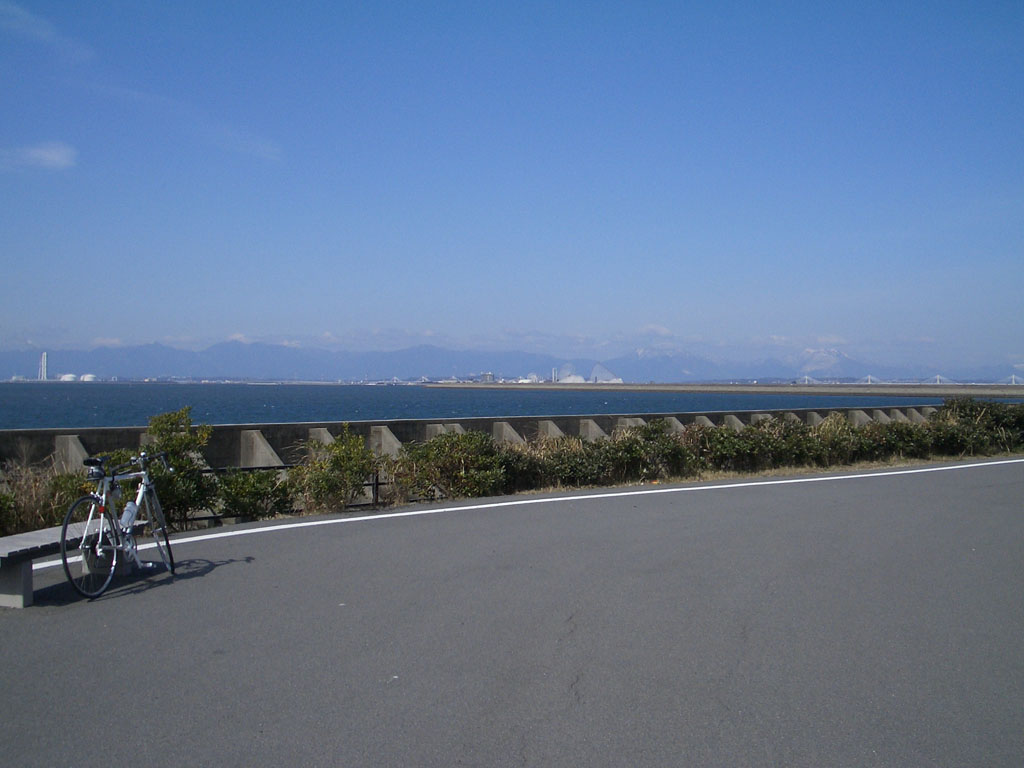
名古屋港サイクリングロード

名古屋市の西側20キロ圏内に位置し、鍋田川・木曽川を挟んで三重県と接する。木曽川下流のデルタ地帯にあり、干拓によって開拓された土地の上に成り立っている。濃尾平野に海抜ゼロメートル地帯が大きく広がり、市域の地面は海水面より最大で3メートルほど低くなっている。西から東南へ緩やかな傾斜を持つ低湿地地帯であり、古くから洪水の被害が多い地域である。地質は、木曽川およびその支流の堆積土で形成された沖積層である。気候は温暖で夏季多雨、冬季乾燥型であり、冬には伊吹おろしによる北西からの風が吹く。

### 地形

#### 河川

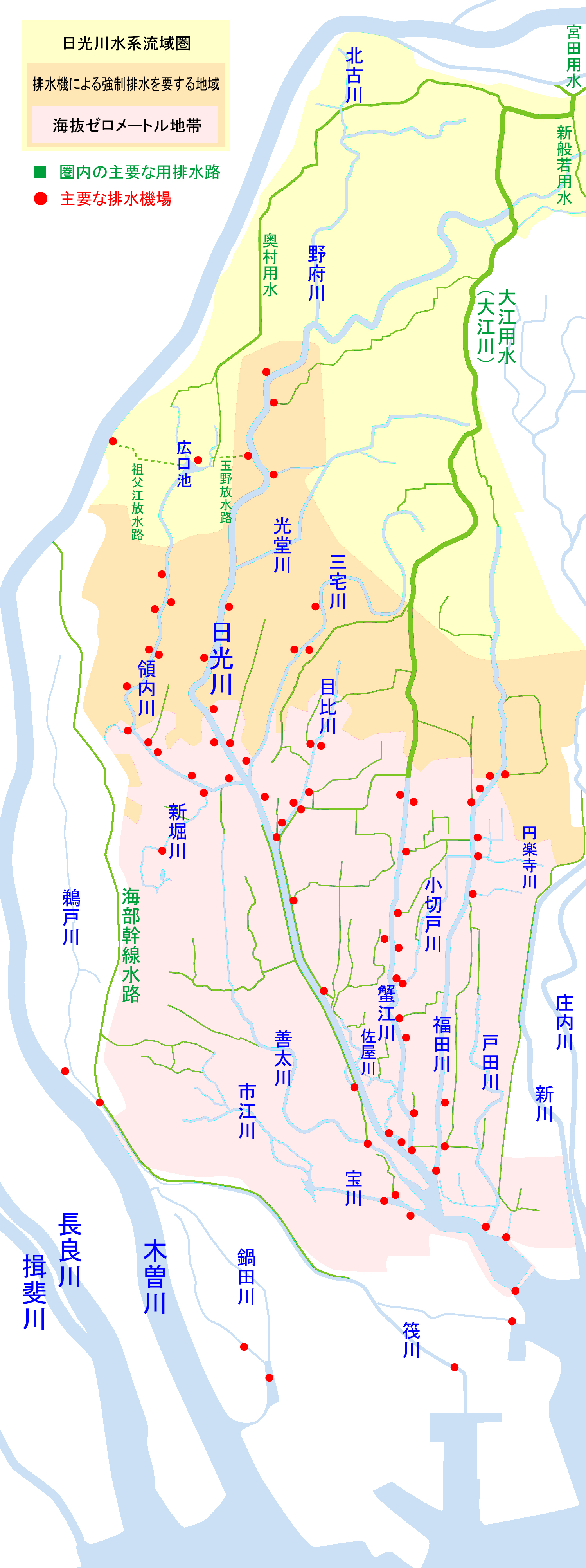
日光川水系の概略図

- 木曽川
- 鍋田川
- 筏川
- 宝川
- 善太川
- 日光川

### 人口
2020年時点では愛知県内の「市」のなかで最も人口が少ない。
| |                                        |  |
| 弥富市と全国の年齢別人口分布（2005年） | 弥富市の年齢・男女別人口分布（2005年） |  |
| ■紫色 ― 弥富市 ■緑色 ― 日本全国 | ■青色 ― 男性 ■赤色 ― 女性              |  |
| 弥富市（に相当する地域）の人口の推移 \| 1970年（昭和45年） \| 27,311人 \| \| \| 1975年（昭和50年） \| 32,714人 \| \| \| 1980年（昭和55年） \| 36,457人 \| \| \| 1985年（昭和60年） \| 37,614人 \| \| \| 1990年（平成2年） \| 38,971人 \| \| \| 1995年（平成7年） \| 41,309人 \| \| \| 2000年（平成12年） \| 42,179人 \| \| \| 2005年（平成17年） \| 42,575人 \| \| \| 2010年（平成22年） \| 43,272人 \| \| \| 2015年（平成27年） \| 43,269人 \| \| \| 2020年（令和2年） \| 43,025人 \| \| |                                        |  |
| 総務省統計局 国勢調査より |                                        |  |
| 1970年（昭和45年） | 27,311人                               |  |
| 1975年（昭和50年） | 32,714人                               |  |
| 1980年（昭和55年） | 36,457人                               |  |
| 1985年（昭和60年） | 37,614人                               |  |
| 1990年（平成2年） | 38,971人                               |  |
| 1995年（平成7年） | 41,309人                               |  |
| 2000年（平成12年） | 42,179人                               |  |
| 2005年（平成17年） | 42,575人                               |  |
| 2010年（平成22年） | 43,272人                               |  |
| 2015年（平成27年） | 43,269人                               |  |
| 2020年（令和2年） | 43,025人                               |  |

### 隣接する自治体
愛知県
- 名古屋市（港区）
- 知多市（海上で隣接）
- 愛西市
- 海部郡蟹江町
- 海部郡飛島村

三重県
- 桑名市
- 桑名郡木曽岬町

## 歴史

### 古代〜室町時代
原始から古代までは市のほとんどが伊勢湾の海中であり、遺跡などは存在していない。
平安末期になると現在の弥富市にあたる場所には、木曽川の土砂が堆積し、小島がいくつか形成されていた。弥富町誌によれば、1106年（長治3年）、東寺文書「平盛正」にてその地を「市江」（現在の愛西市西保・東保・西條・東條および弥富市五之三・荷之上・鯏浦にかけて跨る地区）として藤原氏が開墾し、荘園としたという史料として残っており、弥富の有史はこの記録からとされている。また当時、平治の乱に破れた源義朝を乗せた船が当地を通ったとの伝承がある。市江は藤原信長から藤原頼長に伝領しのち皇室領の樑江庄となった。
「市江八郷」と呼ばれた市江地区は「市江島」として室町時代に開発したが、当初は尾張と伊勢の国境が曖昧であり、伊勢国に属していた。のち、市江島と五明をはじめとする輪中が形成されていったと見られている。
その後、荘園制が崩壊し村々の力が強くなると村周辺を次々と開墾し、「杁」と呼ばれる技術が進むと低い土地でも堤防で囲み田畑を広げ、新田開発が発展した。水から生活を守るため、自然堤防・州上に集落は立地し、葦洲がいたるところにみられた。

### 戦国時代
戦国時代には地域一帯に一向宗が広まっており、その中心人物で、『信長公記』に二の江の坊主と記される服部左京進（左京助・左京亮とも）が、市江島の鯏浦（うぐいうら）を拠点に海西郡一帯を支配する豪族として勢力を誇っていた。服部左京進は尾張の一角にありながら織田信長の支配に与せず、1560年（永禄3年）の桶狭間の戦いの際にも今川義元の援軍として出兵している。
左京進は一向宗の中心である長島城の城代を務め、蟹江に進出してきた信長勢と戦った。1565年（永禄8年）には鯏浦の東・難畑にて織田信興の侵攻を受け、1567年（永禄10年）、信興は大楠あたりに鯏浦城を築いた。1568年（永禄11年）に左京進は伊勢でだまし討ちに遭い、自刃に追い込まれたが、服部党の抵抗は続き、1570年（元亀元年）には蜂起した長島一向一揆門徒の一角として他の門徒衆と共に小木江城（現在の愛西市）を攻めて織田信興を討っている。
その後、1571年（元亀2年）、1573年（天正元年）と織田方の侵攻をしのいだが、1574年（天正2年）に信長10万の兵で攻撃が開始され、「市江島から南に人影なし」と呼ばれるほど激しく焼き尽くし、信長は五明に陣を敷き、門徒宗は長島一向一揆壊滅と運命を共にした。
一揆殲滅後、この地は無人となっていたが、1575年（天正3年）、服部正友らが入植し、百姓を集めて土地を再建した。市内の重要文化財「服部家住宅」は服部正友が天正年間に建てたものとされている。

### 江戸時代

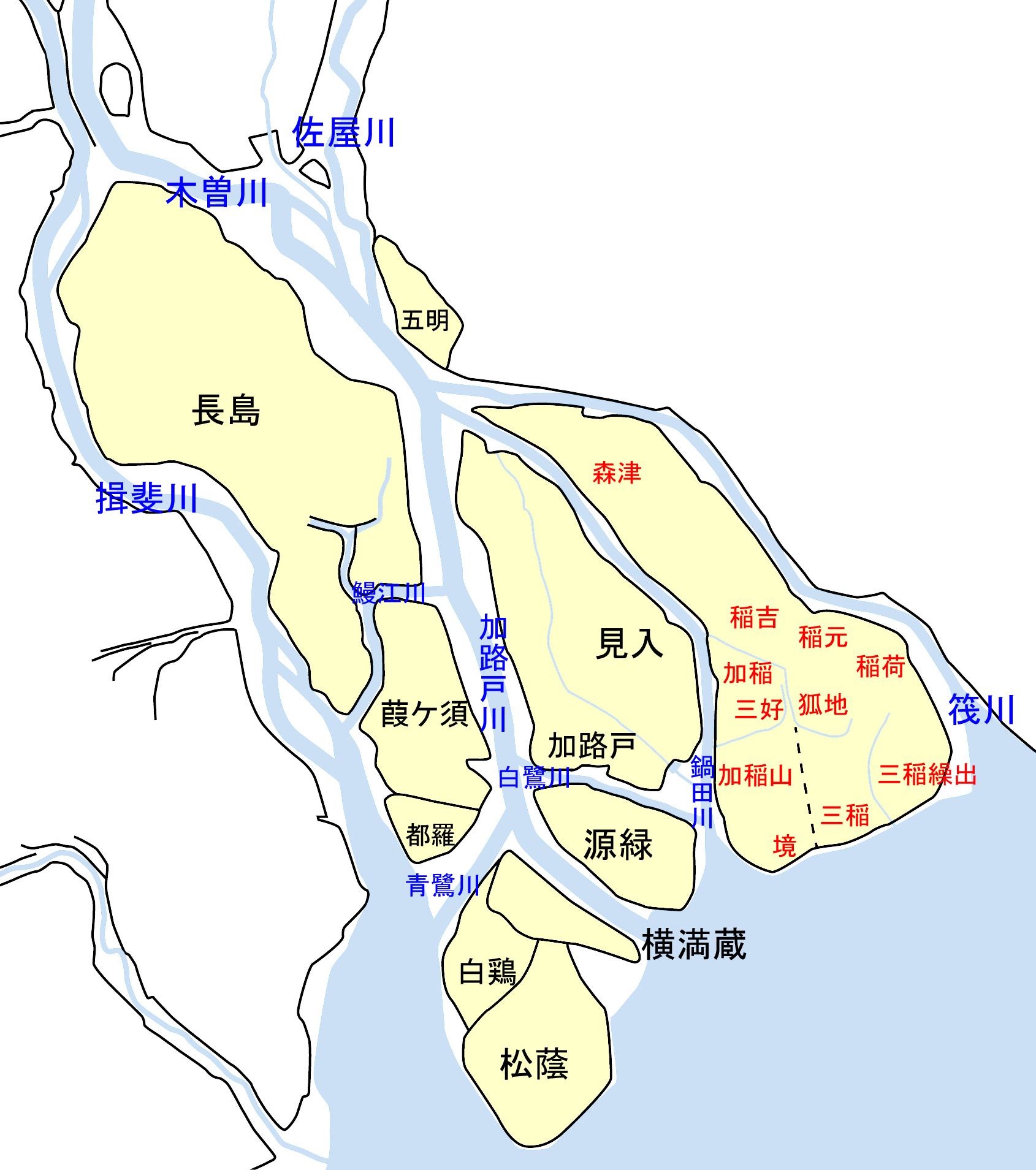
明治に木曽三川分流工事が行われる前の木曽川河口部の輪中の分布。黒字で輪中の名称を記載しているが、両国輪中（現・弥富市）については明確な堤防がない場所があるため主要な村名を赤字で記載しており、破線は旧国境を意味する。

1607年（慶長12年）、徳川家康の命により御囲堤が設けられたことをきっかけ に、藩や豪農、豪商による大規模な干拓新田の開発が行われるようになる。時に水害によって水没しながらも再度の開発が繰り返され、南へと新田が延びていった。現在の市域の大部分はこの時代以降に陸地化されたものである。元々、国境である木曽川の流し出した土砂の堆積に輪中を造る事で成立した村々であるだけに、東側が尾張（尾張藩）、西側は伊勢（長島藩）という不文律こそ有っても、新しく（あるいは再度）開発する土地についての領有争いも多かったと言う。
木曽川の流路変更による国替えなどもあったが、現在の市域の大部分を占めた尾張藩領（尾張藩佐屋代官所管轄）と犬山藩領の飛び地は尾張国、南西部の長島藩領と北西部にあった天領（笠松代官所管轄）は伊勢国という形で明治を迎えている。江戸後期からは漁業や海苔の養殖が始まり、特に海苔養殖に関しては尾張藩主から「蓬莱海苔」との称号を与えられるほどの名産となった。また市の特産品であるキンギョ（弥富金魚）の養殖とブンチョウの飼育もこの頃から始まる。

### 明治・大正
明治に入ると文鳥・金魚の養殖がますます盛んになり、1872年（明治5年）には前ヶ須に最初の商業地が設けられた。それまで東海道は愛知県と三重県の間は七里の渡しが主なルートだったが、この間を陸路で結ぶ新東海道が現在の弥富市域を通る形で開設され、前ヶ須に渡し場と駅宿が設けられた。後には海西郡の郡役所も置かれた（跡地には2022年まで弥富市歴史民俗資料館があった）。
廃藩置県後に鍋田川左岸で三重県桑名郡に属していた地域（小島新田・五明村・川原欠新田・富島新田・富島付新田・富崎新田・加稲新田・加稲付新田・加稲山新田・加稲九郎治新田・稲荷崎新田・稲荷崎付新田・三好新田・境新田）については、1880年（明治13年）に愛知と三重の県境を木曽川及び鍋田川と定め、愛知県海西郡に編入されて現在は弥富市の一部になっている。
1889年（明治22年）、町村制施行により鯏浦村・平島新田・前ヶ須新田・中山新田村 と旧伊勢領の五明村・小島新田を合併し、海西郡彌富村が発足した。彌（弥）富は「いよいよ富む、いやがおうにも富む」 事を願って命名された瑞祥地名。1898年刊行の『愛知県海東郡志』には「彌富は維新後、東海道の駅次となり、海西郡役所のある所にして、一市街をなし、警察署、郵便局、高等小学校、停車場等ありて、稍繁華の地なり」と記されている。
1903年（明治36年）に町制施行により、海西郡彌富町に改称。1906年（明治39年）に市腋村の荷之上・五之三地区、および十四山村の鎌倉新田地区を彌富町に編入した（同時に町内前ヶ須新田・中山新田地区を海西郡鍋田村に編出）。
1913年（大正2年）、海東郡と海西郡が合併し海部郡が成立したため、海部郡彌富町に改称。

### 昭和・平成
昭和に入ると、五明にのちのニッケとなる昭和毛織紡績弥富工場が開業。昭和後期まで「ガチャマン景気」と呼ばれる戦前戦後の尾州繊維産業の快進撃に流れ、彌富町にも全国各地から女工が集い、当時の人口統計にも若い女性の比率が高いとの記録がある。
昭和の大合併では1955年（昭和30年）に鍋田村および市江村楽平地区を合併（市江村のその他地区は佐屋町に合併）。町名を“海部郡彌富町”から“海部郡弥富町”に改称した。翌年隣接する三重県桑名郡木曽岬村とも合併協議がもたれたが、こちらは三重県議会の反対などから実現しなかった。
1959年（昭和34年）の伊勢湾台風では、海岸や河川の堤防が多くの箇所で決壊し、入植が開始されたばかりの鍋田干拓地を含む全域が水没。町内で308名の犠牲者を出した。

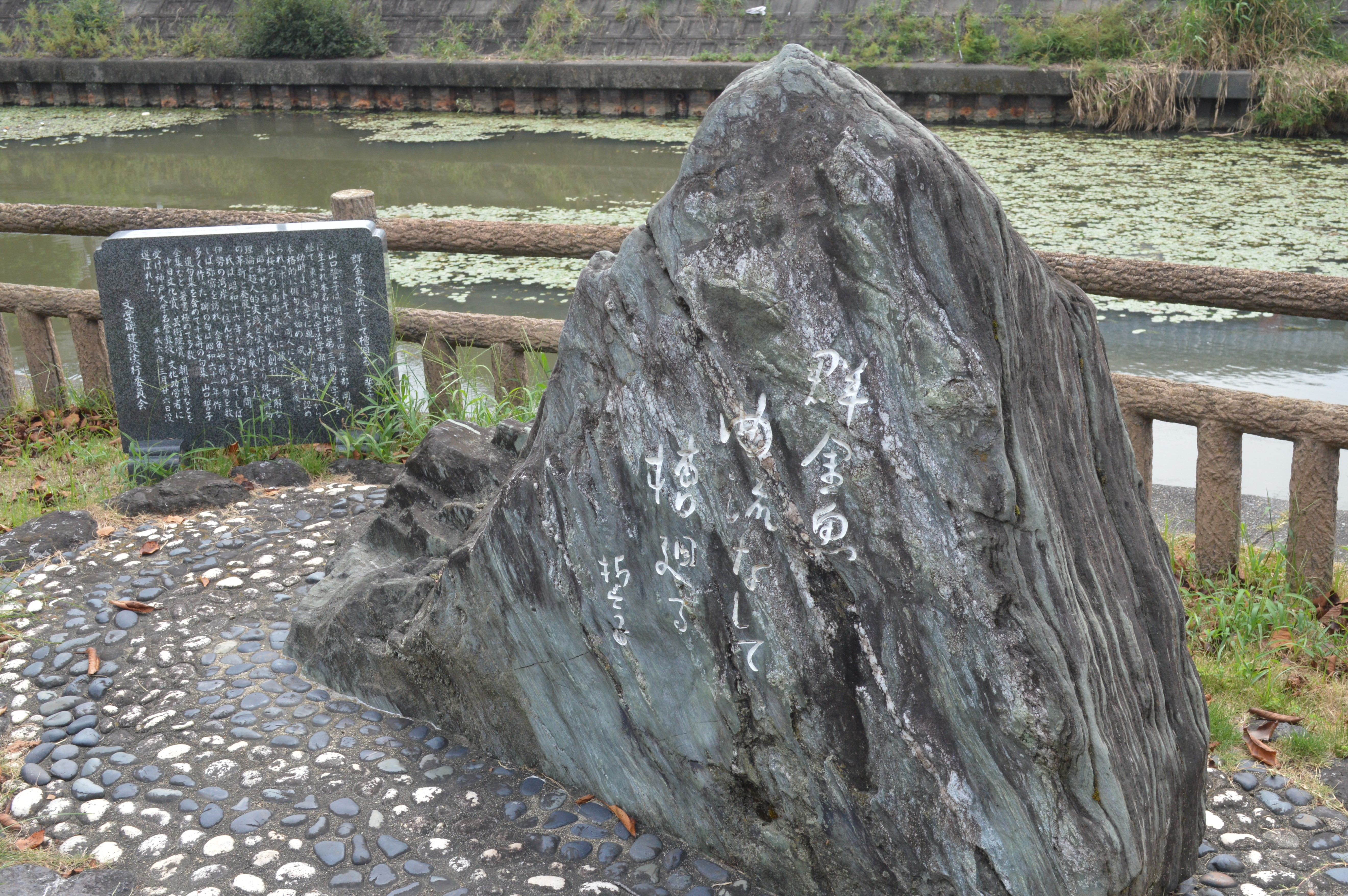
山口誓子の金魚句碑。1986年（昭和61年）に弥富を訪れた際に読まれた句。

台風後は治水設備も大幅に強化され、洪水の危険性は減少した。一方で、縦横に流れていた水路の多くが埋め立てられ、水郷地帯としての風景も様変わりした。高度成長期と並行して耕地整理や道路事業・公共施設建設・団地開発ラッシュが進み、主力産業のひとつであった漁業や海苔養殖はほぼ消滅した。昭和40年代に減反政策が行われると町内多くの農家が弥富金魚の養殖業に転業し、昭和50年代に生産量はピークを迎えた。一方で、産業の発展や人口増加に伴い地下水の揚水量が著しく増加すると、町内で地盤沈下現象を起こし、問題となった。また町北部では、名古屋大都市圏のベッドタウンとしての需要が高まり、田畑や金魚の養殖池を埋め立て宅地開発が行われた。
名古屋港の一部として沿岸部の埋め立ても進められ、これらの埋め立て地は1976年以降順次弥富町に組み入れられている。1996年（平成8年）には、長年帰属が問題となっていた木曽岬干拓地の一部も編入された。
平成の大合併施策に伴い、2002年（平成14年）から海部郡飛島村、同郡蟹江町、同郡十四山村との合併協議会が行われた。しかし、飛島村は合併に伴う村民サービス低下の懸念から住民投票にて反対過半数となり、蟹江町は対等合併という協定で進められるも弥富町が新市名を「弥富市」とすると主張したことから対立となり、両町村の併合は白紙撤回となった。十四山村でも編入合併という立場に議会が反対したが、賛成派住民による議会リコールを申し出て、住民投票の結果、賛成52%・反対48%でリコールが成立。2006年（平成18年）、十四山村を編入合併・市制施行し、愛知県35番目の市弥富市が発足した。

### 年表
- 796年（延暦15年） - 荷上山興善寺が建立される。
- 1106年（長治3年） - 史料上に初見。
- 1159年（平治元年） - 平地の乱で敗れた源頼朝が野間へ逃げる途中、荷之上柴ヶ森に立ち寄る。
- 1338年（建武5年）頃 - 市江島が広がり、荷之上、五之三、鯏浦、五明など次第に土地が拡大する。
- 1543年（天文12年） - 前ヶ須、小島などの新田が開発される。
- 1565年（永禄8年） - 織田信與が鯏浦に築城。服部左京亮と近隣の一向門徒により戦いが始まる。
- 1574年（天正2年） - 服部党、一向門徒（長島一向一揆）織田信長に滅ぼされる。
- 1575年（天正3年） - 服部正友らが市江島を再墾。
- 1576年（天正4年） - 服部家住宅完成。
- 1600年（慶長5年） - 川原欠、前ヶ平、草平、極楽寺、平島、鎌島などの新田が開拓される。
- 1607年（慶長12年） - 御囲堤が作られる。
- 1637年（寛永14年）頃 - 西中地、東中地、又八、鎌倉、佐古木、中山、中河原、与蔵山、森津、芝井などの新田開拓。
- 1648年（正保4年）
  - 芝井におみよし松、森津に森津の藤が植えられる。
  - この頃、加稲、加稲九郎治、加稲付、富島、三好、稲本、狐地、稲吉、稲荷の各新田開拓。
- 1711年（宝永8年、正徳元年）
  - 六体地蔵ができる。
  - この頃、松名、寛延、富島付、稲荷崎、富崎、稲荷崎付、加稲山、三稲、八穂、六野、上野の各新田干拓。
- 1837年（天保8年） - 鍋田干拓着工開始。
- 1861年（文久元年） - 金魚の養殖が始まる。
- 1864年（元治元年） - 文鳥の飼育が始まる。
- 1871年（明治4年） - 前ヶ須が東海道の宿場町となる。
- 1872年（明治5年） - 繰出、稲荷山の新田が干拓される。前ヶ須〜長島の渡し船が始まる。
- 1876年（明治9年） - 伊勢暴動。前ヶ須に三重県の一揆隊が上陸し、暴動を起こす。
- 1880年（明治13年）5月10日 - 三重県桑名郡に属していた鍋田川左岸の地域を、愛知県海西郡に編入。大谷新田干拓。
- 1889年（明治22年）4月1日 - 海西郡彌富村、海西郡大藤村、海西郡両国村、海西郡市腋村、海西郡東市江村、海西郡十四山村などが発足。
- 1891年（明治24年）10月28日 - 濃尾大地震。村内ほとんどの家が倒壊。前ヶ須で噴砂の記録あり。
- 1893年（明治26年） - 末広新田干拓。
- 1895年（明治28年）5月24日 - 関西鉄道前ヶ須駅（現在の関西本線弥富駅）が開業。
- 1898年（明治31年）4月3日 - 尾西鉄道（現在の名鉄尾西線）弥富〜津島間開通。
- 1903年（明治36年）8月26日 - 町制施行。海西郡彌富町になる。
- 1906年（明治39年）7月1日 - 海西郡市腋村（五之三地区・荷之上地区）・海西郡十四山村（鎌倉新田地区）・海西郡彌富町が新設合併し、新たな彌富町になる。同日に彌富町内前ヶ須新田・中山新田地区が大藤村・両国村が、新設合併し、海西郡鍋田村となる。
- 1913年（大正2年）7月1日 - 海東郡と海西郡が合併し、海部郡彌富町となる。
- 1933年（昭和8年） - 尾張大橋完成（翌年に伊勢大橋が完成して国道1号が陸路となる）。
- 1938年（昭和13年）6月26日 - 関西急行電鉄関急弥富駅（現在の近鉄弥富駅）、佐古木駅開業。
- 1945年（昭和20年） - 太平洋戦争終戦。第二次世界大戦による町内戦没者は339人。
- 1946年（昭和21年）- 鍋田干拓開発再開。
- 1955年（昭和30年）4月1日 - 彌富町と鍋田村と市江村楽平地区が合併。漢字も変更して海部郡弥富町となる。
- 1956年（昭和31年）9月4日 - 三重県桑名郡木曽岬村 [注 3]との越県合併を申請（三重県議会の反対などで実現せず）。
- 1959年（昭和34年）9月26日 - 伊勢湾台風。
- 1980年（昭和55年） - 楠を編入。
- 1993年（平成5年） - 第1回金魚日本一大会を開催。
- 1996年（平成8年）9月30日 - 木曽岬干拓地の一部を編入。
- 2003年（平成15年）10月1日 - 弥富町・蟹江町・十四山村の2町1村で合併（対等合併）のため法定協議会を設置。
- 2004年（平成16年）8月18日 - 弥富町が新市名に「弥富市」を主張したことに対し蟹江町が反発したため、合併協議が破綻（協議会解散は9月21日）。
- 2005年（平成17年）5月1日 - 弥富町と十四山村による法定協議会を設置。
- 2006年（平成18年）4月1日 - 十四山村を編入合併し、同日市制施行して弥富市が発足する。
- 2006年（平成18年）12月16日 - 名鉄尾西線弥富口駅廃止。

災害史
- 1585年（天正13年） - 天正地震。マグニチュード7.8の地震が川原欠、鎌島に襲う。
- 1586年（天正14年） - 木曽川大洪水。
- 1650年（慶安3年） - 慶安東海大水害（寅年の洪水）。佐屋川が決壊し、死者多数。
- 1651年（慶安4年） - 暴風雨襲い、海西郡で死者多数。
- 1707年（宝永4年） - 宝永地震（マグニチュード8.4）。伊勢湾湾岸部に津波が襲う。
- 1713年（正徳3年） - 暴風雨による高潮襲い、稲吉新田全滅。
- 1722年（享保7年） - 高潮が襲い伊勢湾岸新田大打撃。
- 1757年（宝暦7年） - 海老江川決壊など尾張国の堤防決壊1361箇所に及ぶ
- 1767年（明和4年） - 明和の洪水。尾張で死者2000人以上。
- 1841年（天保12年） - 大雨にて立田輪中、稲吉輪中大洪水。
- 1854年（安政元年） - 安政地震（マグニチュード8.4）。伊勢湾沿岸に津波押し寄せる。海苔の養殖が始まる。
- 1855年（安政2年） - 暴風雨襲来。三稲新田、境新田など干拓新田の堤防決壊。六野、八穂、上野が亡所となる。鍋田干拓事業中止となる。
- 1897年（明治30年）9月30日 - 佐屋川の決壊。竜巻に襲われ、五之三、荷之上など家屋倒壊。
- 1912年（大正元年）9月23日 - 大正元年の台風。町内犠牲者3人。
- 1934年（昭和9年） - 室戸台風。町内でも強風により家屋の倒壊などの被害。
- 1944年（昭和19年）12月7日 - 昭和東南海地震（マグニチュード7.9）。彌富町を始め低地で流砂現象が起こる。
- 1959年（昭和34年）9月26日 - 伊勢湾台風。町内死者308名、行方不明者14名、全壊520戸、流出251戸、半壊772戸。12月頃まで湛水。完成間近の鍋田干拓がこの台風により水中に没する。
- 1960年（昭和35年） - 鍋田干拓が復旧。
- 1961年（昭和36年）6月 - 昭和36年梅雨前線豪雨。弥富町一帯の田畑冠水。
- 1964年（昭和39年） - 伊勢湾台風災害復旧工事完了。
- 1973年（昭和48年） - 地盤沈下量がこの頃ピークとなる。弥富町の年間沈下量最大18cm。

## 行政

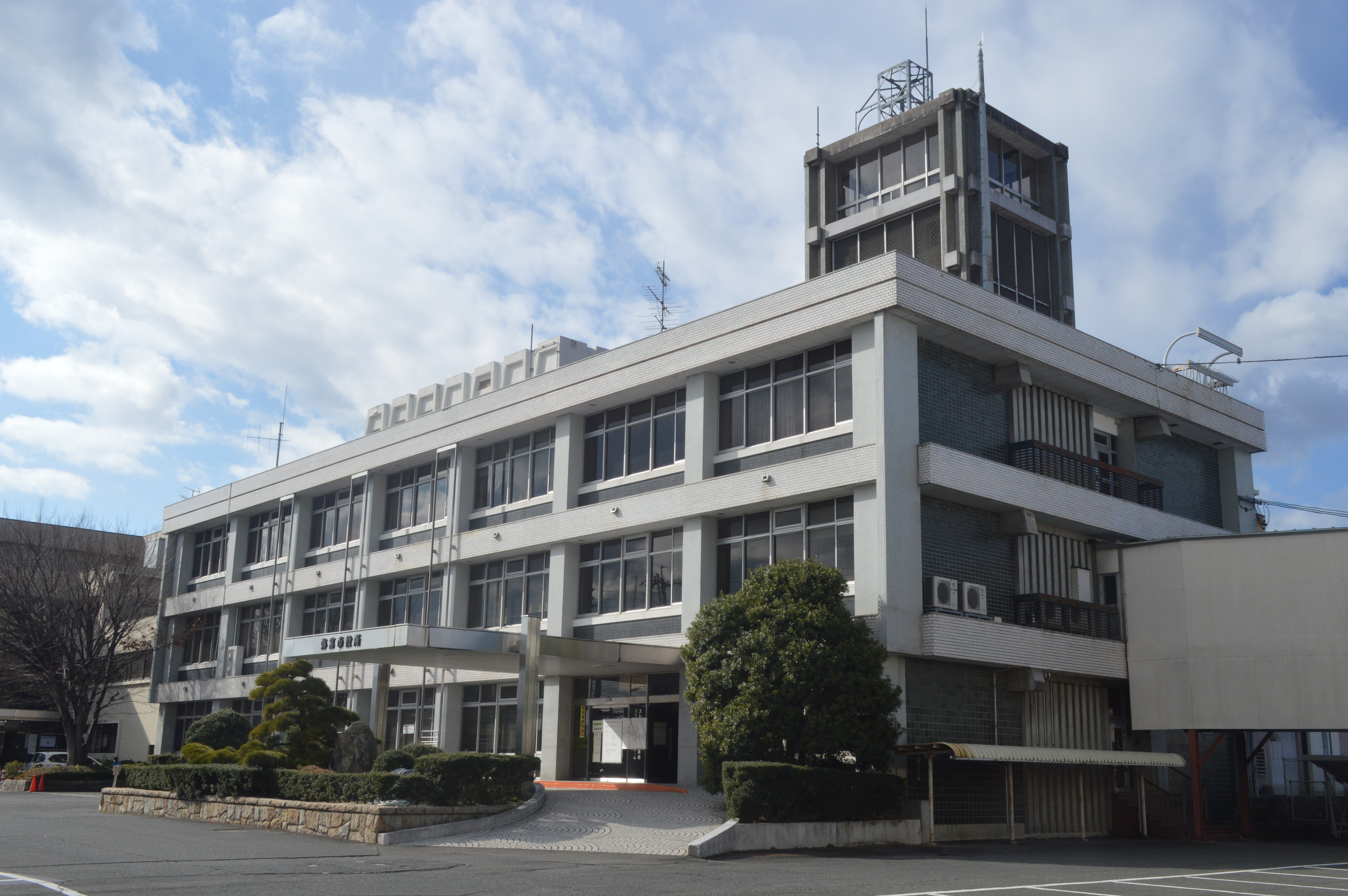
2020年まで使われた弥富市役所

### 市長
- 安藤正明（1期目）
- 任期：2022年12月1日まで（予定）
  - 副市長：大木博雄 2013年4月11日就任（2009年より再任）　2017年4月10日任期満了

### 歴代首長
| 代                           | 氏名       | 就任日           | 退任日         | 備考                       |
| 弥富町長                     | 弥富町長   | 弥富町長         | 弥富町長       | 弥富町長                   |
| ---------------------------- | ---------- | ---------------- | -------------- | -------------------------- |
|                              | 佐藤博     |                  | 1991年2月3日   |                            |
|                              | 川瀬輝夫   | 1991年2月4日     | 2006年3月31日  |                            |
| 弥富市長（2006年4月1日市制） |            |                  |                |                            |
| 初代                         | 川瀬輝夫   | （1991年2月4日） | 2007年2月3日   | 市制施行に伴い市長となる。 |
| 2-4代                        | 服部彰文   | 2007年2月4日     | 2018年10月31日 | 辞職                       |
|                              | 職務代理者 | 2018年11月1日    | 2018年12月2日  | 副市長・大木博雄           |
| 5代                          | 安藤正明   | 2018年12月2日    |                |                            |

### 市役所・支所
- 弥富市役所
  - 十四山支所
  - 鍋田支所

## 議会

### 市議会
- 定数：16人
- 任期：2020年3月1日 - 2024年2月29日
- 議長：大原功（政新会）
- 副議長：鈴木みどり（政新会）

| 会派名               | 議席数 | 議員名（◎は代表者）                                                               |
| -------------------- | ------ | --------------------------------------------------------------------------------- |
| 政新会               | 8      | ◎高橋八重典、加藤克之、鈴木みどり、早川公二、平野広行、三浦義光、佐藤高清、大原功 |
| 公明党               | 2      | ◎堀岡敏喜、小久保照枝                                                             |
| 日本共産党弥富市議団 | 2      | ◎那須英二、板倉克典                                                               |
| 無所属               | 4      | 加藤明由、佐藤仁志、横井克典、江崎貴大                                            |
| 計                   | 16     |                                                                                   |

（2020年6月9日現在）

### 県議会
- 選挙区：弥富市選挙区
- 定数：2人
- 任期：2019年4月30日 - 2023年4月29日

| 候補者名 | 当落 | 年齢 | 党派名 | 新旧別 | 得票数 |
| -------- | ---- | ---- | ------ | ------ | ------ |
| 朝日将貴 | 当   | 37   | 無所属 | 現     | 無投票 |

### 衆議院
- 選挙区：愛知9区 （津島市、稲沢市、愛西市、弥富市、あま市、大治町、蟹江町、飛島村）
- 任期：2024年10月27日 - 2028年10月26日
- 投票日：2024年10月27日
- 当日有権者数：377,902人[16]
- 投票率：52.01％

| 当落 | 候補者名 | 年齢 | 所属党派   | 新旧別 | 得票数   | 重複 |
| ---- | -------- | ---- | ---------- | ------ | -------- | ---- |
| 当   | 岡本充功 | 53   | 立憲民主党 | 元     | 91,152票 | ○    |
| 比当 | 長坂康正 | 67   | 自由民主党 | 前     | 78,726票 | ○    |
|      | 伊藤恵子 | 71   | 日本共産党 | 新     | 19,899票 |      |

## 施設

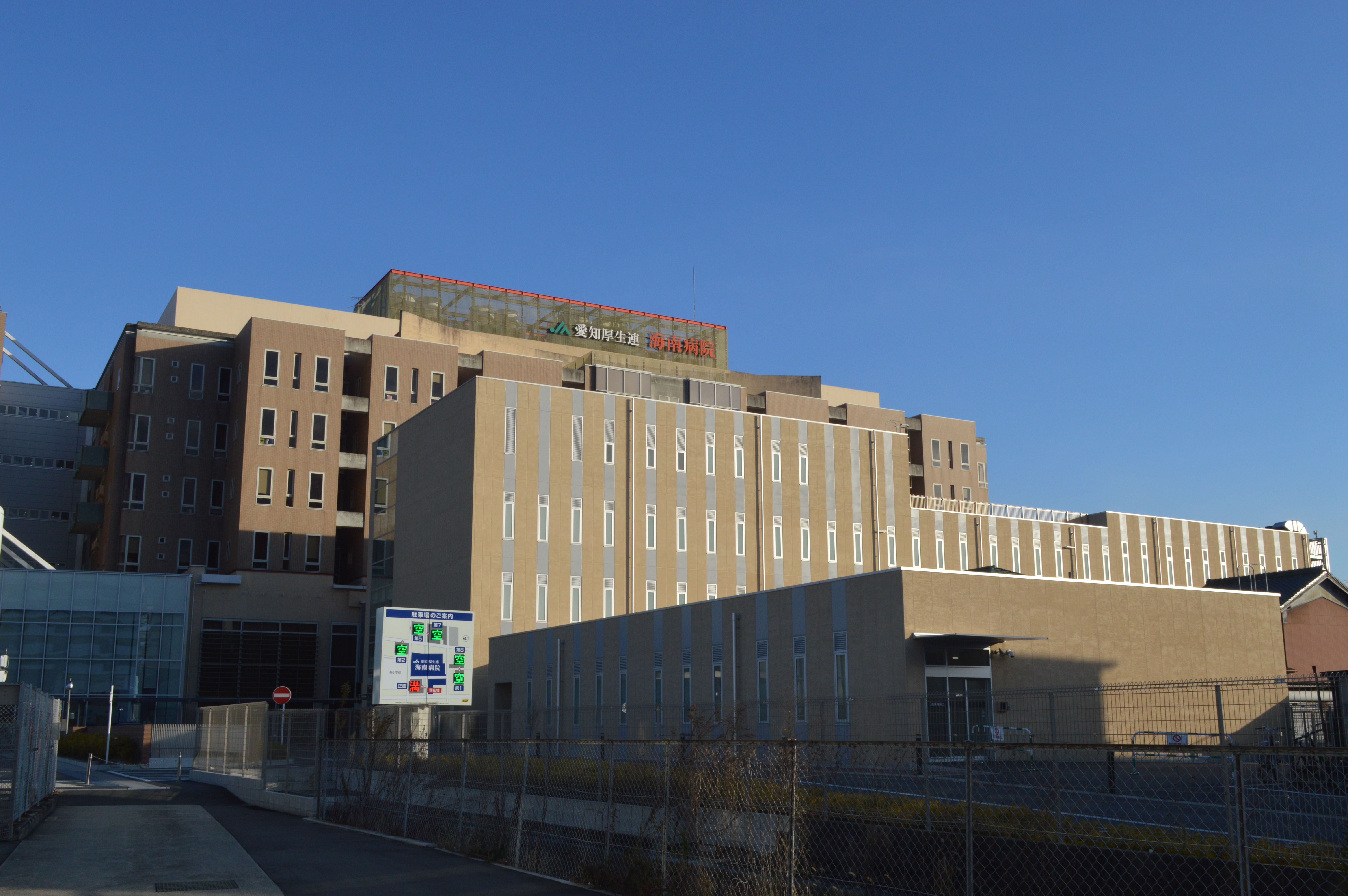
海南病院

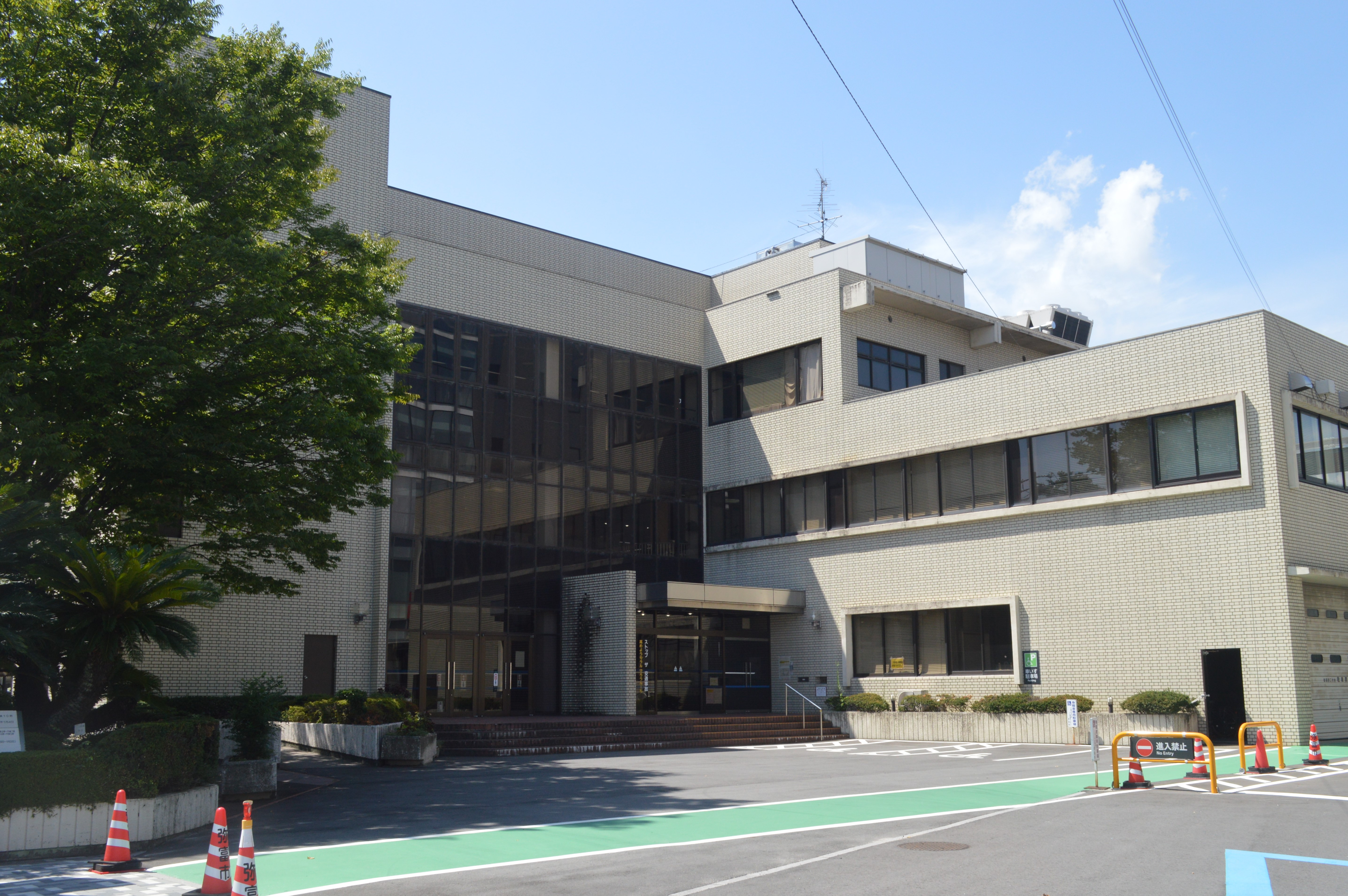
弥富市立図書館

### 警察
本部
- 愛知県警察 蟹江警察署（海部郡蟹江町）

幹部交番
- 弥富幹部交番（弥富市鯏浦町）

交番
- 弥富北交番（弥富市荷之上町六十人）

駐在所
- 子宝警察官駐在所（弥富市子宝3丁目）

### 消防
本部
- 海部南部消防組合

消防署
- 海部南部消防署 北分署（弥富市鎌倉町123番地）

### 医療
弥富市では公立病院が設けられていないため、民間であるが弥富市の中核病院として指定している。
主な病院
- JA愛知厚生連海南病院

### 図書館
- 弥富市立図書館
  - 電源立地促進対策交付事業として図書館が整備され、1976年5月に弥富町立図書館が開館した[17]。1985年7月には役場別庁舎との複合施設として新館（現行館）に移転[17]。2001年4月には蟹江町・十四山村・飛島村の住民に対して広域貸出を開始した[17]。2006年4月には弥富町が十四山村を編入合併して市制施行し、弥富市立図書館に改称した[17]。2007年4月には愛西市の住民に対して広域貸出を開始した[17]。弥富市役所十四山支所1階部分には十四山支所図書コーナーが設けられている[17]。2015年度末の蔵書数は174,923冊、2015年度の貸出冊数は140,496冊だった。複合施設全体の延床面積は4,035.47m2、図書館部分の床面積は1,978.21m2である[18]。

### 運動施設
- 名古屋競馬場
  - 当地には1977年より名古屋競馬所属馬の競走馬トレーニングセンターが開設・運用されていたが、名古屋市港区にあった旧競馬場が老朽化したため2022年度より弥富市へ移転し、2022年4月8日より新競馬場での競馬開催が開始された[19]。

## 姉妹都市・提携都市

### 日本国外
フレンドシップ相手国
2005年（平成17年）に開催された愛知万博では「一市町村一国フレンドシップ事業」が行われた。名古屋市を除く愛知県内の市町村が120の万博公式参加国をフレンドシップ相手国として迎え入れた。
- イラン･イスラム共和国
- オランダ王国
- フランス共和国

#### 日本国内
提携都市
- 浦安市（千葉県）
2012年（平成24年）9月27日 災害時相互応援協定締結

## 経済・商業施設
就業者人口（平成22年国勢調査より）
- 第一次産業 1,020人 (4.7%)
- 第二次産業 5,911人 (27.0%)
- 第三次産業 12,698人 (58.1%)
- 公務・その他 2,229人 (10.2%)

### 第一次産業

#### 農業
農業では、畑とビニールハウスでの花き・野菜の栽培が比較的多く行われている。南部は市街化調整区域となっており、水田が広がっている。
- 米、小麦、トマト、レタス、大豆、カーネーション、ビワ、イチジクの生産が特に盛んである。米は8月中旬に刈り取られる。

#### 漁業
- 弥富金魚漁業協同組合

### 第二次産業
湾岸部は名古屋港西部臨海工業地帯を経て製造業・物流業が主要産業であり、自治体の積極的な企業誘致が行われている。

#### 主な工業事業所
- エムエムアイ
- オールハーツ・カンパニー 弥富工場
- 川崎重工業航空宇宙システムカンパニー 名古屋第一工場
- 東亜鉄工建設
- 浜乙女 弥富工場
- シノブフーズ 名古屋工場

### 第三次産業

#### 主な商業施設
- イエローハット 弥富店
- イオンタウン弥富
  - エディオン イオンタウン弥富店
  - ザ・ビッグエクストラ 弥富店
  - ダイソー イオンタウン弥富店
  - タイトーステーション 弥富店
  - TSUTAYA イオンタウン弥富店
  - FIT EASY イオンタウン弥富店
  - 行列のできるラーメン屋集めました！[21]
- ウィングプラザ パディー
  - ヤマナカ パディー店
  - ヨシヅヤ 弥富店
- ガッツレンタカー 弥富店
- 銀座通り商店街
- キンブル 弥富店
- ゲオ 弥富店
- 生鮮館やまひこ 弥富店
- DCM 弥富店
- ドン・キホーテUNY 十四山店
- ビッグエコー 弥富店
- ワークマン 名古屋弥富店
- Yストア 佐古木店

#### 主な物流事業所
- アオキスーパー 総合物流センター
- IKEA ディストリビューションセンター弥富
- 伊勢湾海運 弥富物流センター
- 大和ハウス工業 DPL名港弥富 I, II
- デリカフーズホールディングス 中京FSセンター
- 東明工業 弥富物流センター
- 日本通運 富浜流通センター
- ランドキャリー レッドウッド弥富 ディストリビューションセンター

## 情報・通信・生活基盤
ラジオ放送所
- NHK鍋田ラジオ放送所

電力
- 中部電力
  - 本市を担当する中部電力パワーグリッドの営業所は、名古屋市港区にある港営業所である[22]。

ガス
- 東邦ガス[23]

上下水道
- 愛知県企業庁

電信
- 西日本電信電話（NTT西日本）- NTT西日本-東海（NTTビジネスソリューションズ）

市外局番
- 市外局番は、市内全域で0567（津島MA）が使用される。
  - 市内局番は、旧弥富町が60番台、旧十四山村が50番台を主に使用する。

## 教育

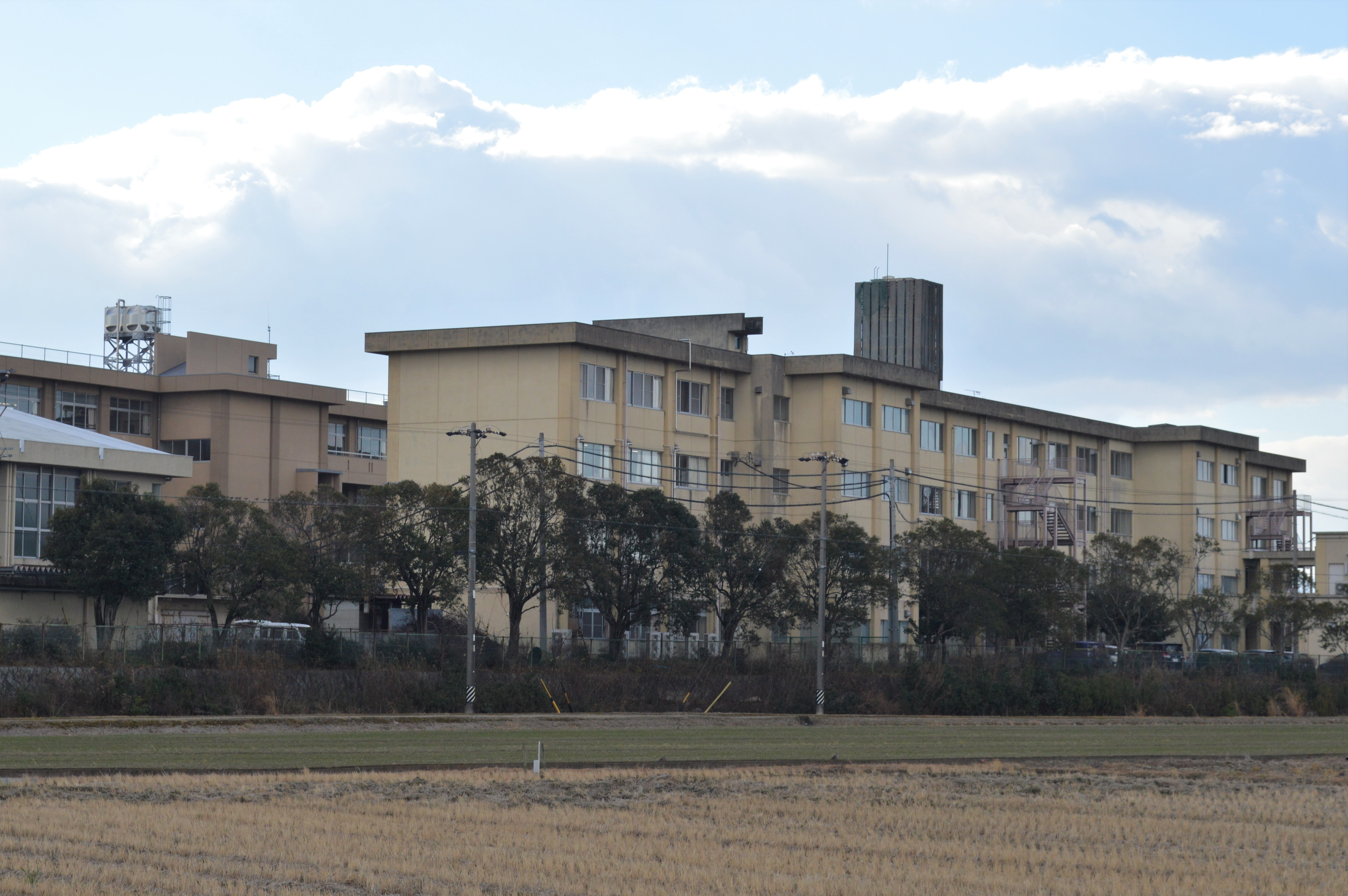
愛知県立海翔高等学校

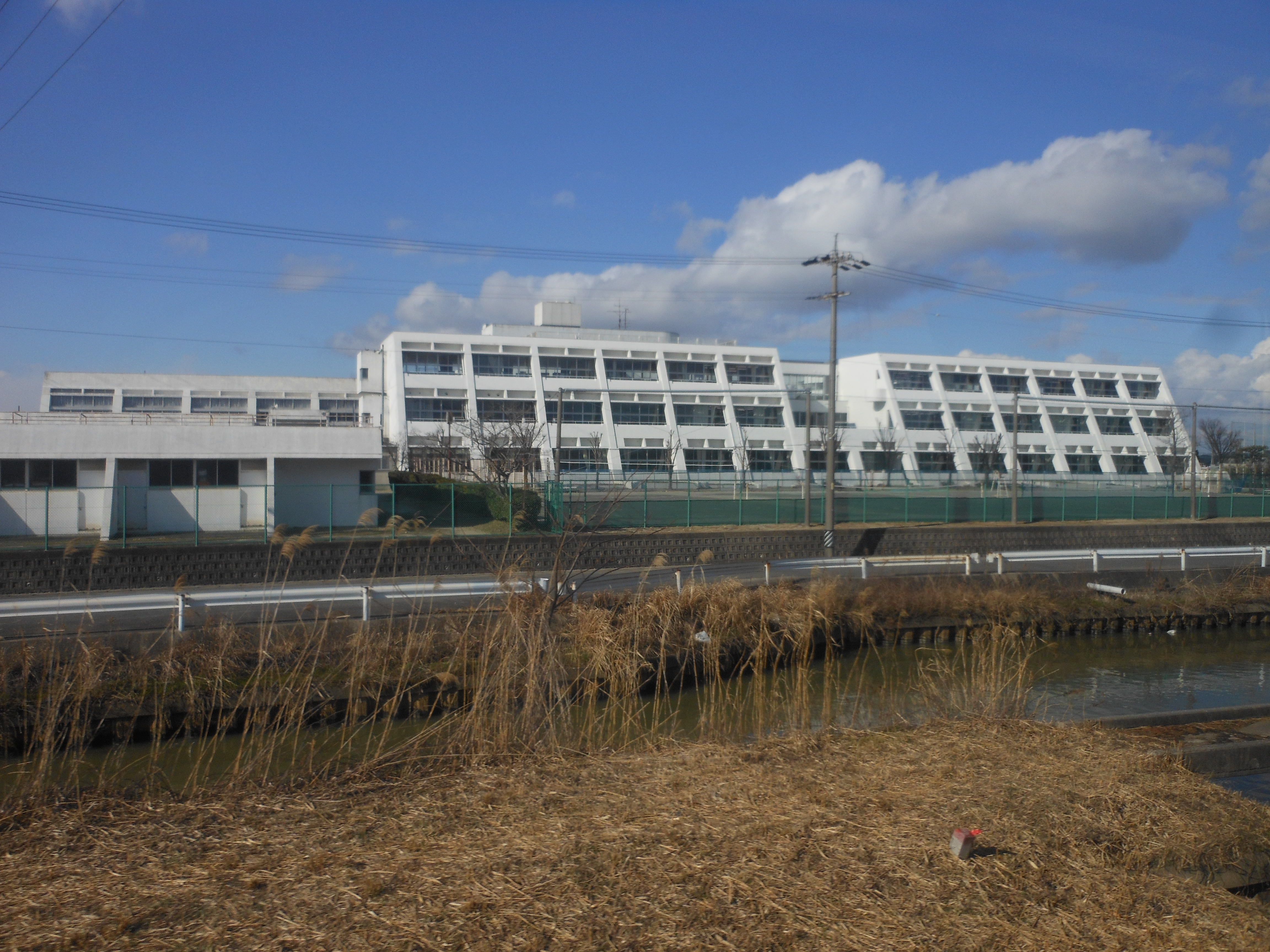
弥富市立弥富北中学校

### 専修学校
私立
- 学校法人愛西学園弥富看護学校
- IPC国際ペットカルチャー総合学院名古屋校

### 高等学校
県立
- 愛知県立海翔高等学校

私立
- 学校法人愛西学園愛知黎明高等学校
- NPC高等学院

### 中学校
市立
- 弥富市立弥富中学校
- 弥富市立弥富北中学校
- 弥富市立十四山中学校

### 小学校
市立
- 弥富市立桜小学校
- 弥富市立弥生小学校
- 弥富市立白鳥小学校
- 弥富市立大藤小学校
- 弥富市立栄南小学校
- 弥富市立十四山西部小学校
- 弥富市立十四山東部小学校
- 弥富市立日の出小学校

### 幼児教育

#### 幼稚園
私立
- 学校法人愛育学園弥富はばたき幼稚園
- 学校法人八田学園弥富第一幼稚園

#### 保育所
市立
- 弥富市立弥生保育所
- 弥富市立白鳥保育所
- 弥富市立桜保育所
- 弥富市立十四山保育所
- 弥富市立西部保育所
- 弥富市立南部保育所
- 弥富市立大藤保育所
- 弥富市立栄南保育所
- 弥富市立ひので保育所

### 研究施設
- 愛知県水産試験場 内水面漁業研究所弥富指導所

## 交通

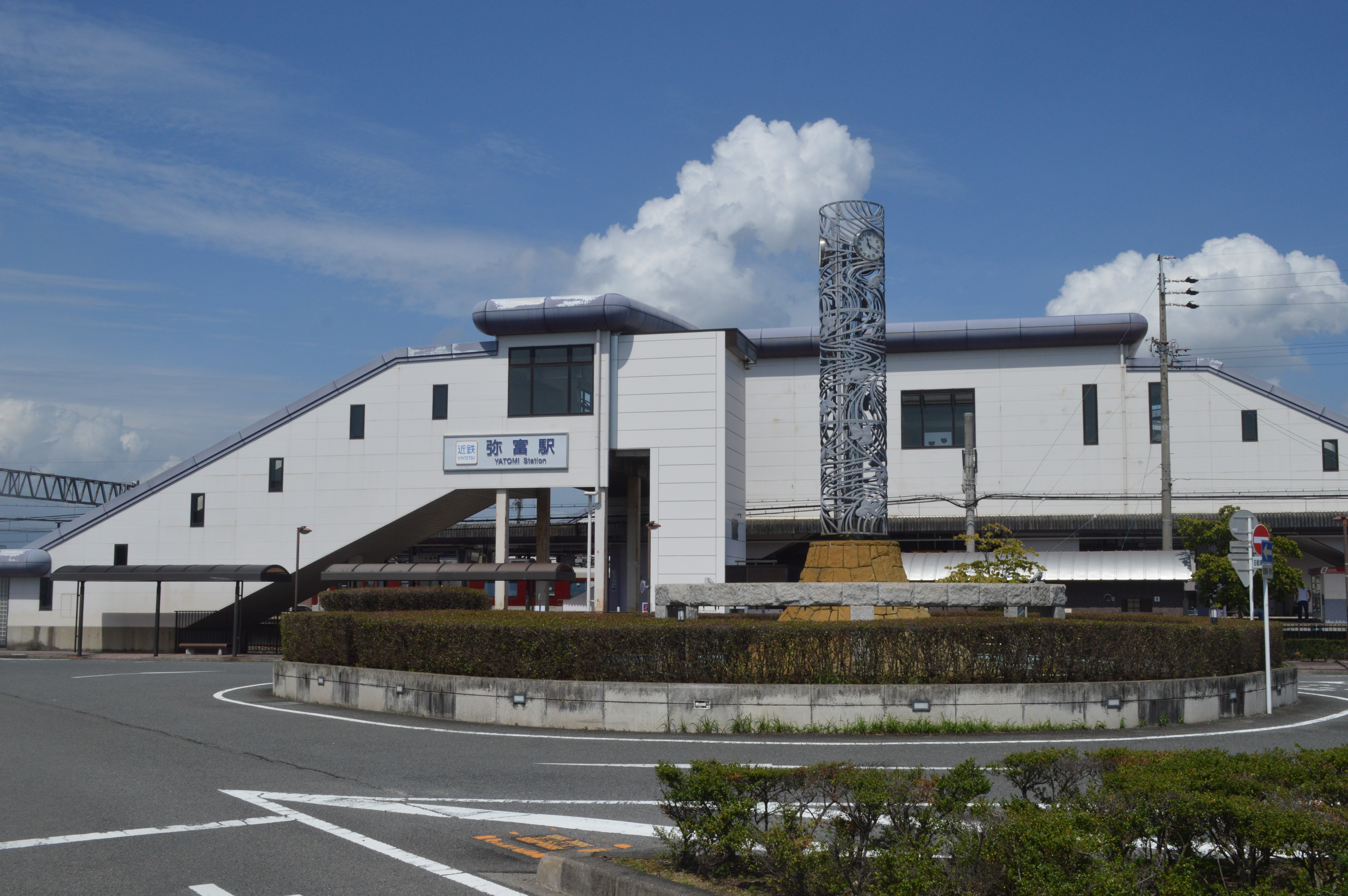
近鉄弥富駅

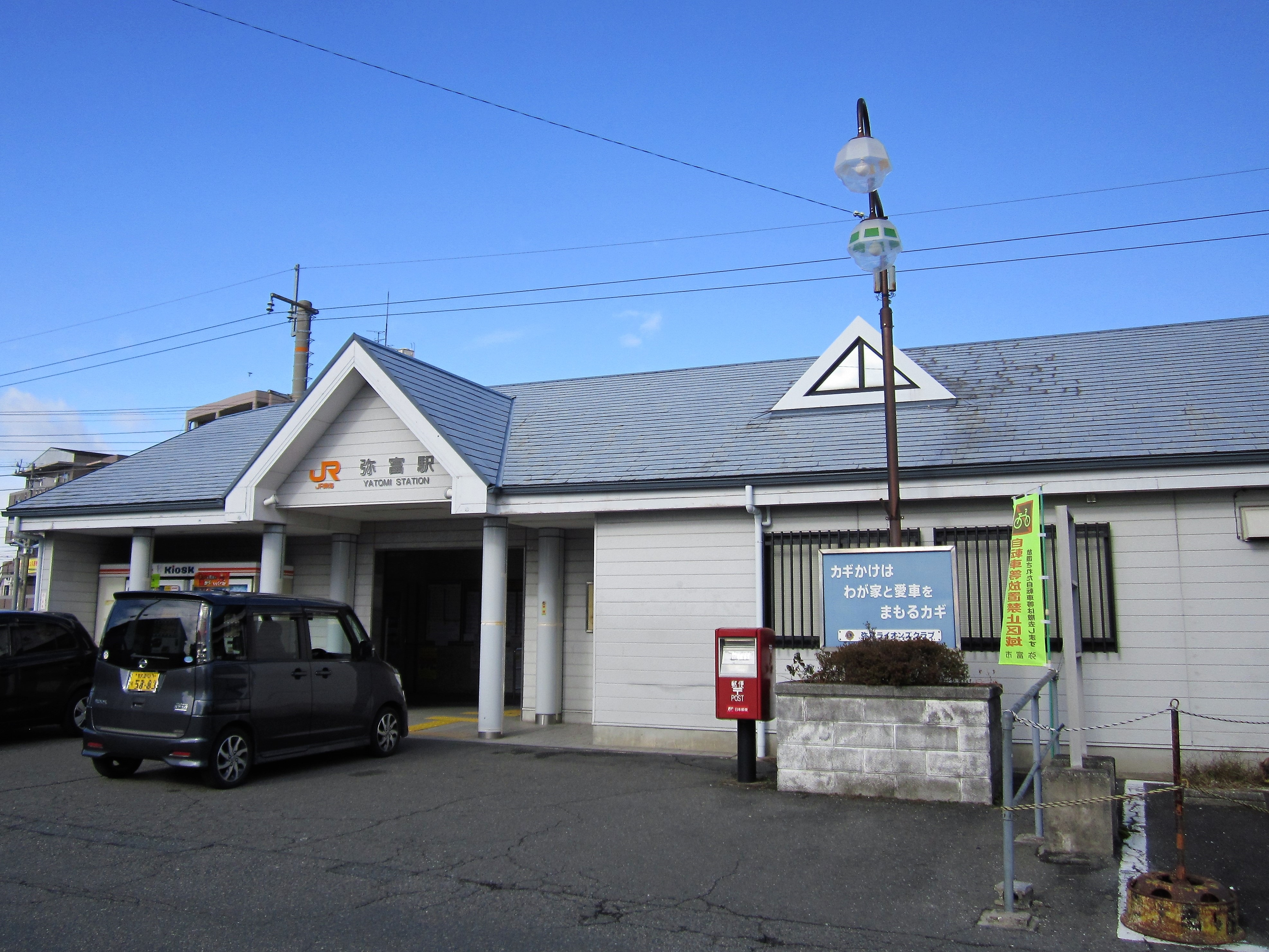
JR弥富駅

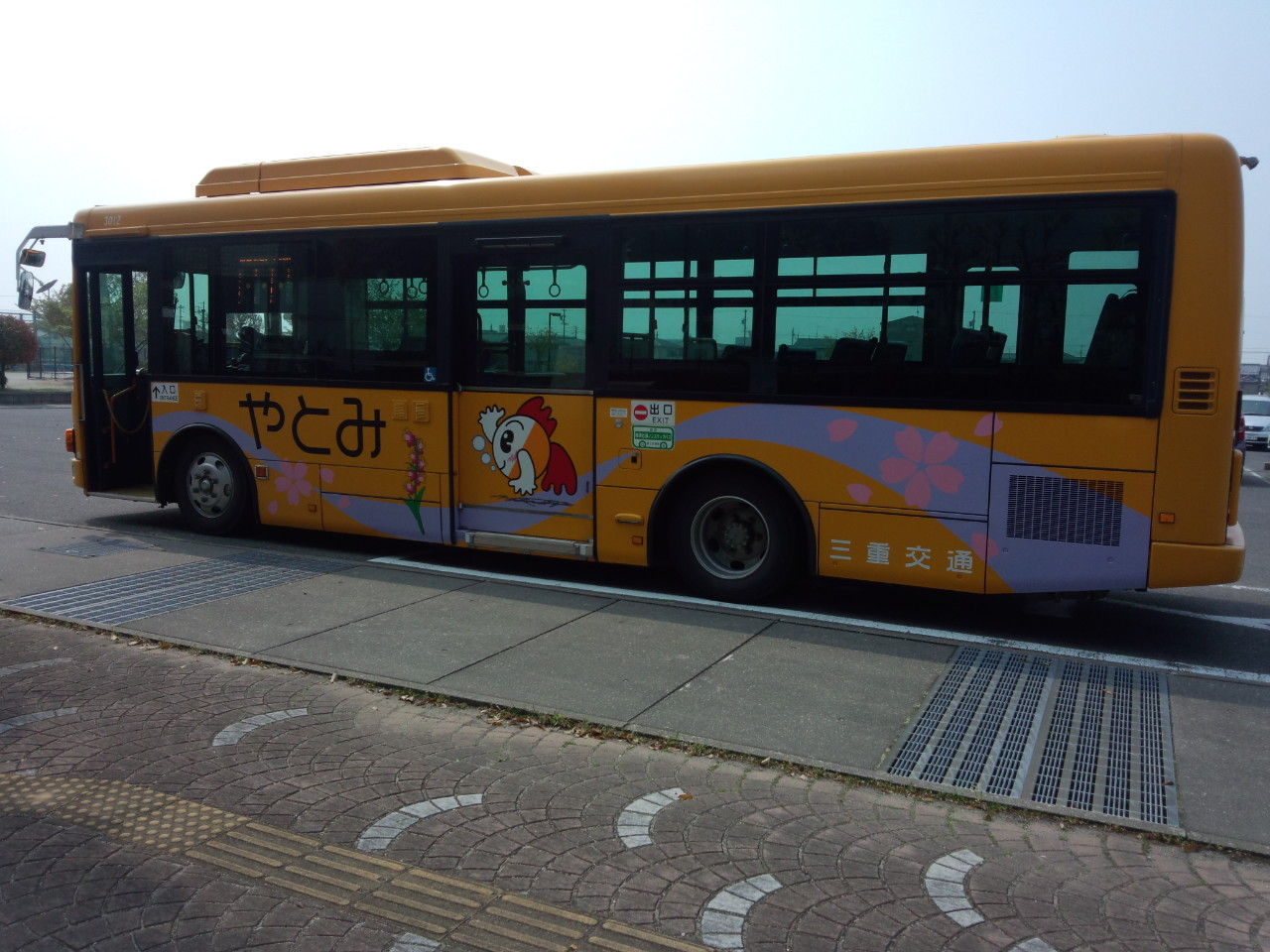
きんちゃんバス

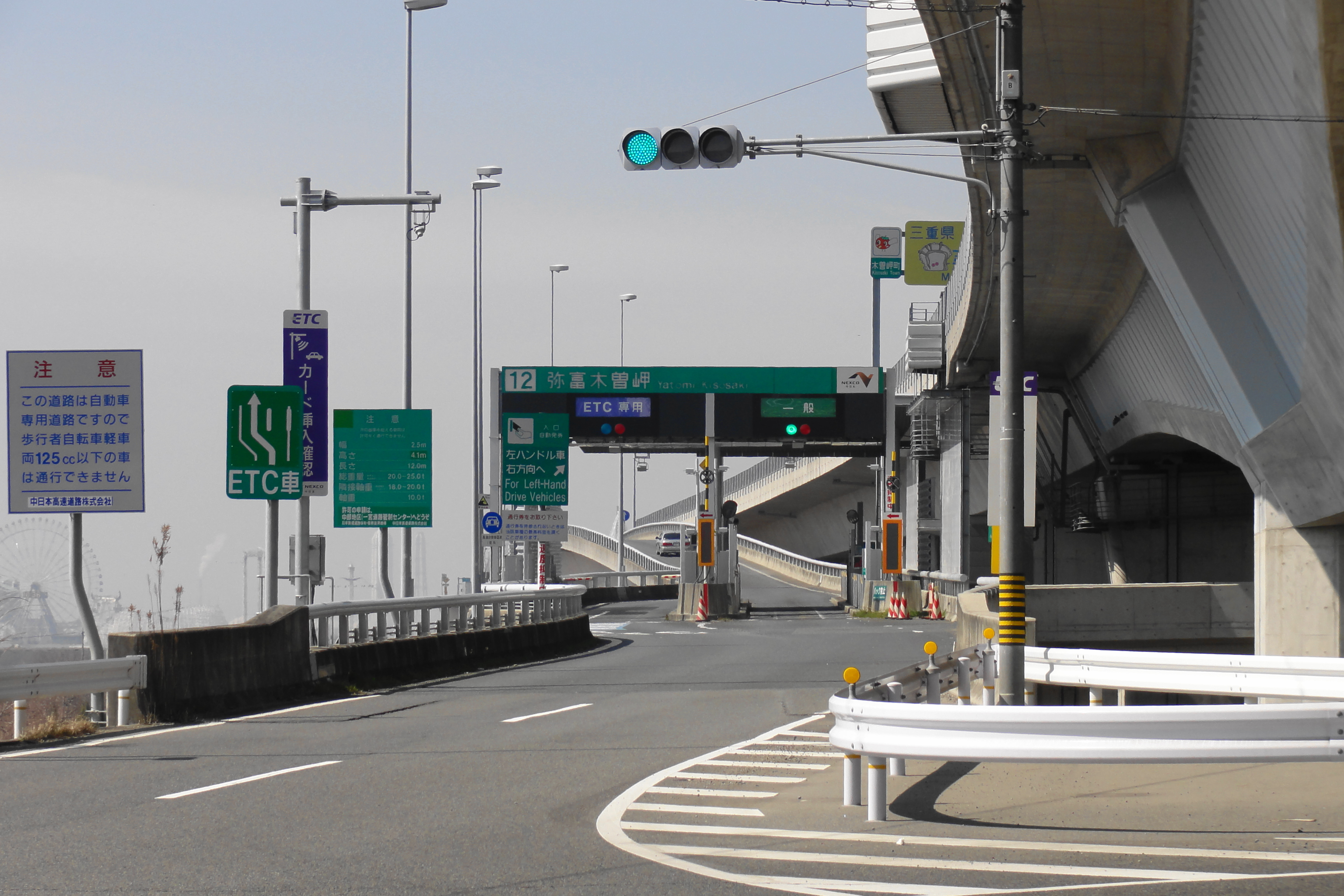
弥富木曽岬IC

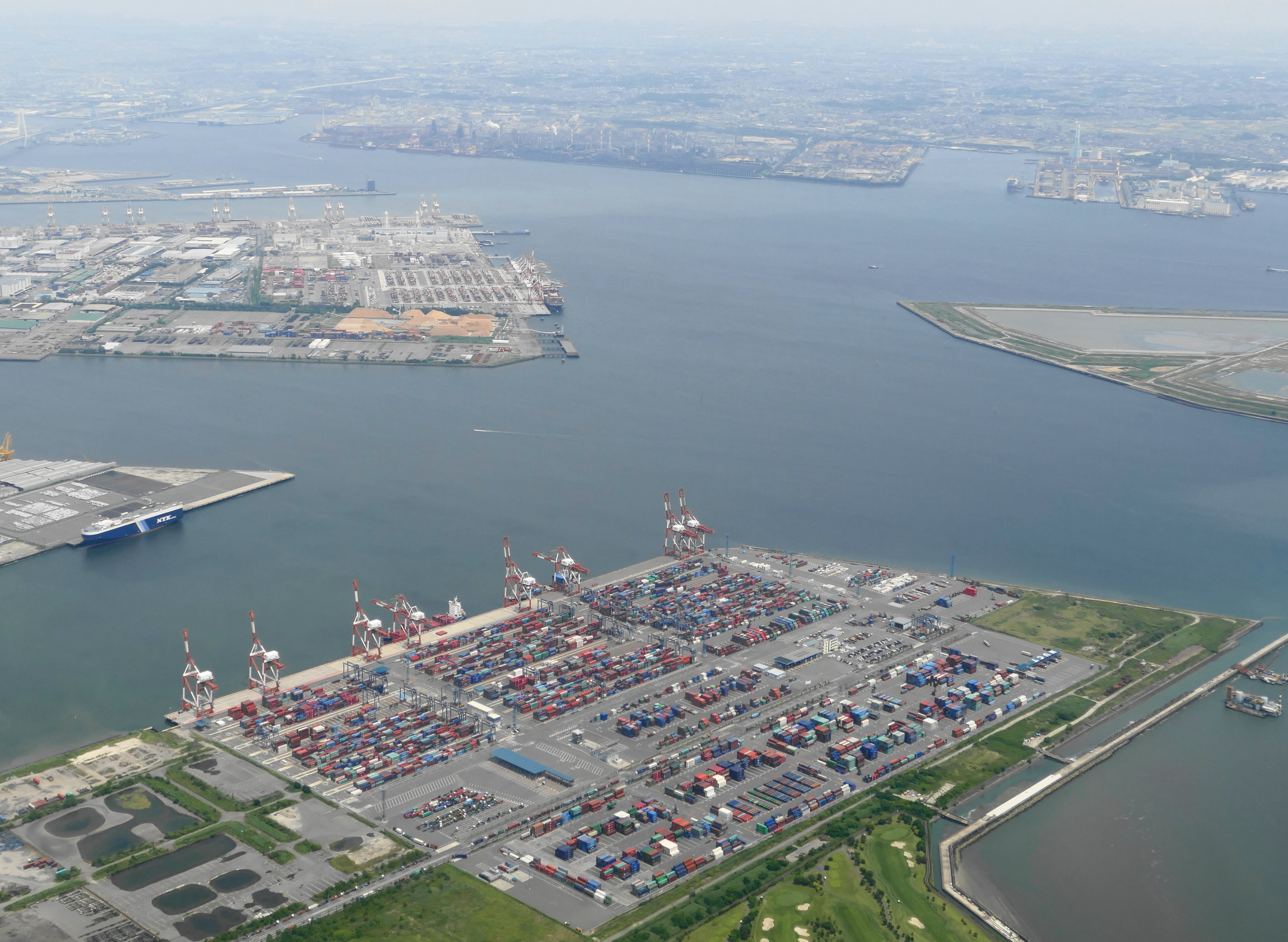
鍋田埠頭

### 鉄道
中京圏の主要3社（JR東海・名鉄・近鉄）すべての路線が市内を通っており、乗り換えが可能となっているが、名古屋駅での乗り換えとは異なり、JR東海・名鉄と近鉄の駅は距離があり離れている。また、名古屋駅以外で名鉄と近鉄の乗り換えが可能な駅は弥富駅のみである。
市の中心となる駅：弥富駅・近鉄弥富駅
東海旅客鉄道（JR東海）
関西本線：- 弥富駅 - （白鳥信号場）-
名古屋鉄道（名鉄）
尾西線：- 弥富駅 - 五ノ三駅 -
近畿日本鉄道（近鉄）
名古屋線：- 近鉄弥富駅 - 佐古木駅 -

### バス

#### 路線バス
弥富市コミュニティバス
- 北部ルート
- 東部ルート
- 南部ルート

他に、飛島公共交通バスの停留所が市内に2ヶ所ある。

#### 都市間バス
三重交通
- 61系統 名古屋長島温泉線（名古屋名鉄バスセンター）→（南桑名）※土休日下り1本のみ
- 50系統 桑名名古屋線（名古屋名鉄バスセンター）→（桑名駅前）※下り1本のみ

### 道路

#### 高速道路
- 東名阪自動車道：弥富IC
- 伊勢湾岸自動車道：湾岸弥富IC、弥富木曽岬IC

#### 国道
国道1号（東海道）
国道23号（名四国道）
国道155号

#### 県道
主要地方道
- 愛知県道29号弥富名古屋線
- 愛知県道40号名古屋蟹江弥富線
- 愛知県道66号蟹江飛島線
- 愛知県道70号名古屋十四山線
- 愛知県道71号名古屋西港線

一般県道
- 愛知県道103号境政成新田蟹江線
- 愛知県道104号新政成弥富線
- 愛知県道105号富島津島線
- 愛知県道106号鳥ヶ地名古屋線
- 三重県道・愛知県道108号木曽岬弥富停車場線
- 愛知県道109号子宝愛西線
- 愛知県道458号一宮弥富線
- 愛知県道462号大藤永和停車場線

### ナンバープレート
- 車検証の住所（使用者）が当市の自動車には、他の海部地域と同じ名古屋ナンバーが交付される[注 4]。

### 港湾
- 名古屋港
  - 弥富埠頭
  - 鍋田埠頭

## 名所・旧跡・観光スポット

### 名所・旧跡
寺院
- 安法寺
- 興善寺地蔵
- 光蓮寺
- 證玄寺
- 父母観音寺（弥富市西中地町五右）

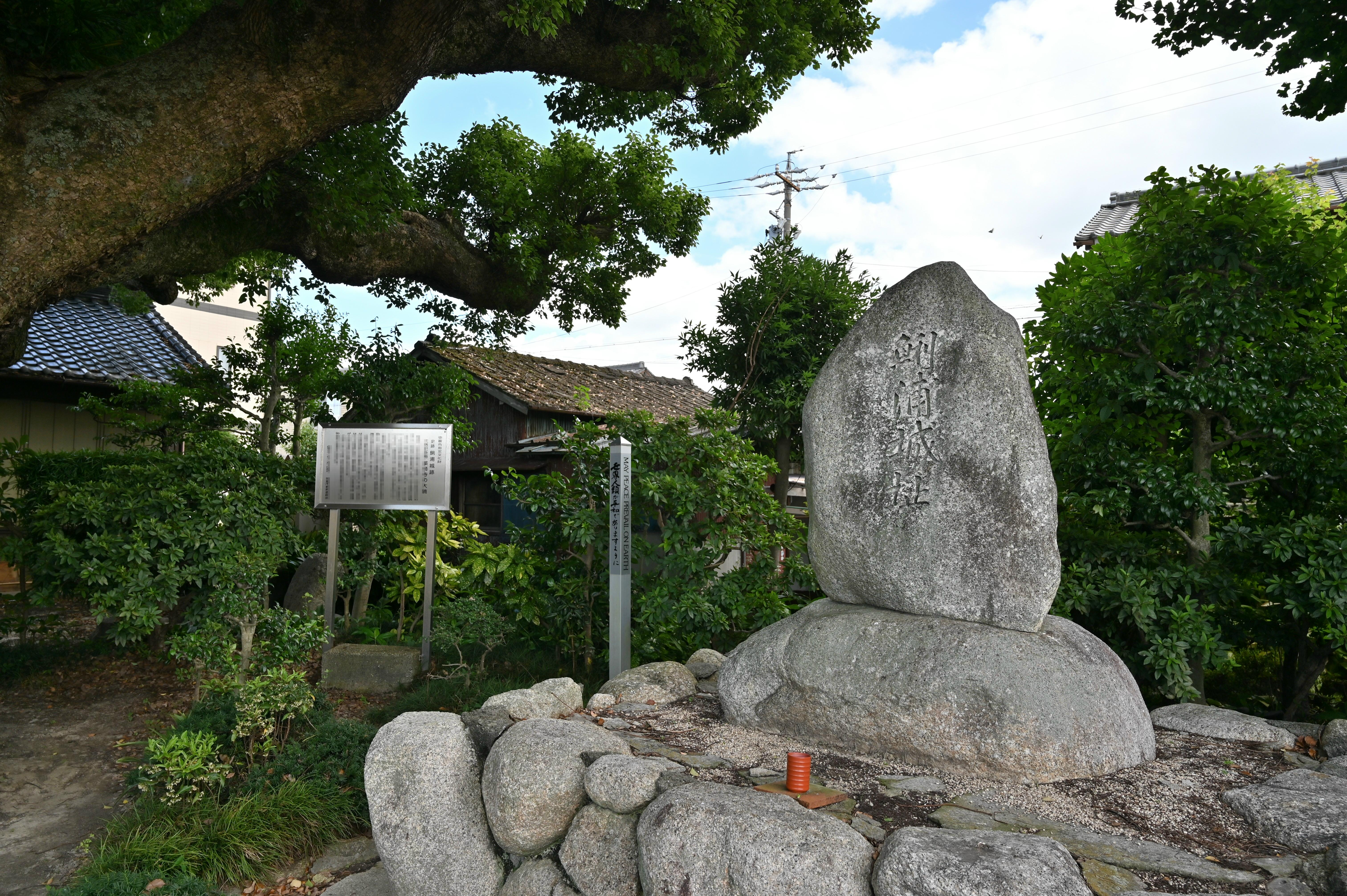
鯏浦城址

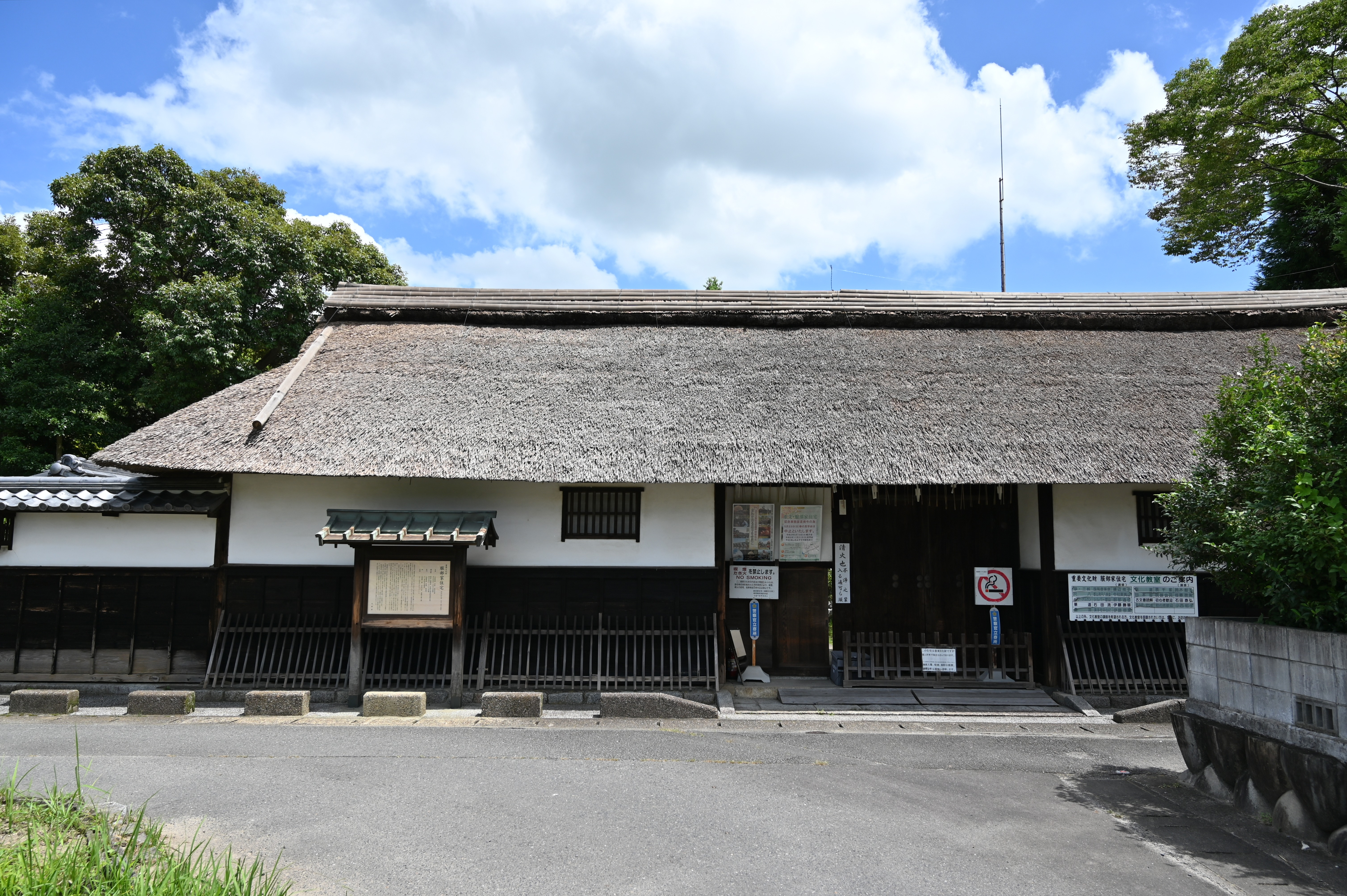
服部家住宅

- 弥勒寺（銅造阿弥陀如来坐像は愛知県指定有形文化財）
  - 木造阿弥陀如来半珈倚像
- 薬師寺 - 鯏浦城跡
  - 薬師寺の大楠
- 六体地蔵
- 八穂地蔵

史跡
- 孝忠園
- 服部家住宅（重要文化財）
  - 服部擔風筆塚
- 孝女曾與宅址
- 宮崎筠圃邸址
- おみよし松
- 二つお宮の松
- 竹長押茶屋

### 観光スポット
- 森津の藤公園
「森津の藤」は、正保4年（1647年）に森津新田開拓当時に植えられたと伝えられている。
江戸時代の「尾張名所図会」にも載っている有名な藤棚のある公園である。
  - 藍亭（らんてい） - 服部擔風が使っていた1902年（明治35年）築で約20m2の木造平屋の書斎[24]。当公園に移築され、2017年（平成29年）4月に一般公開[24]。
  - 森津の藤まつり[24]。入園料無料。
- 愛知県弥富野鳥園
カモ・シギ・チドリなどが数多く飛来する。大型双眼鏡を備えた観察館がある。入園料無料。無料駐車場有。
- 弥富市歴史民俗資料館
民具・文化財等の展示。パネル・映像による歴史の紹介。約20種類の金魚の水槽展示。また白文鳥がお出迎えする。入館料無料。無料駐車場有。2022年2月に弥富市役所図書館棟1階の保健センター跡に移転した（展示室は4月から公開）[25]。
- 海南こどもの国
広さ約11万平方メートルの児童総合遊園(ナゴヤドーム2.3個分[26])で、園内にはアスレチック、ローラー滑り台、足踏み式ゴーカート(50円)や水上自転車(50円)、プール(夏季のみ/200円)など遊びながら体を鍛えられる遊具がある。入園料無料。無料大型駐車場有。
- 三ツ又池公園
園内は芝桜が約12万株植栽されていて、毎年4月中旬から5月上旬にきれいな花を咲かせる。入園料無料。無料駐車場有。
- ウッドフレンズ名古屋港ゴルフ倶楽部
伊勢湾に面した雄大なパノラマの中に広がる、都会派ゴルファーのためのシーサイドパブリックコース。
- 富浜緑地（名古屋港サイクリングロード）
富浜緑地からゴルフ場外周及び楠緑地まで全長18㎞のサイクリングコース。伊勢湾が一望できるゴルフ場外周など、爽快なサイクリングが楽しめる。貸自転車有。無料駐車場有。
- 立田輪中人造堰樋門（輪中公園）
- 柴ヶ森
- 烏の池

## 文化・名物

### 祭事・催事
新田開発によって形成された40以上の村神社毎に、毎年10月秋祭りが開かれ、山車が奉納される。市内には神楽39基、桑名市の石取祭に由来する山車が14基伝えられている。村名を金糸で刺しゅうした「梵天」と呼ばれる赤い旗を行列の先頭に進む。
神社では、江戸時代から続く獅子舞や神楽太鼓、明治時代に伝えられた剣舞など郷土芸能が奉納される。
毎年8月には一部地区が「ウイングプラザパディー」駐車場に集結し、「弥富ドンチキチン祭り」が開催されている。
現在の参加地区は小島・五明・前ヶ須・中六。以前参加していた地区は前新田。
- 金魚日本一大会
弥富市は日本屈指の金魚産地（弥富金魚）として知られており、弥富金魚漁業協同組合が品評会を主催している。例年、国内最高レベルの金魚が全国から集結する。
- 森津の藤まつり

### 名産・特産
キンギョとブンチョウの人工繁殖がされている。
- 弥富金魚

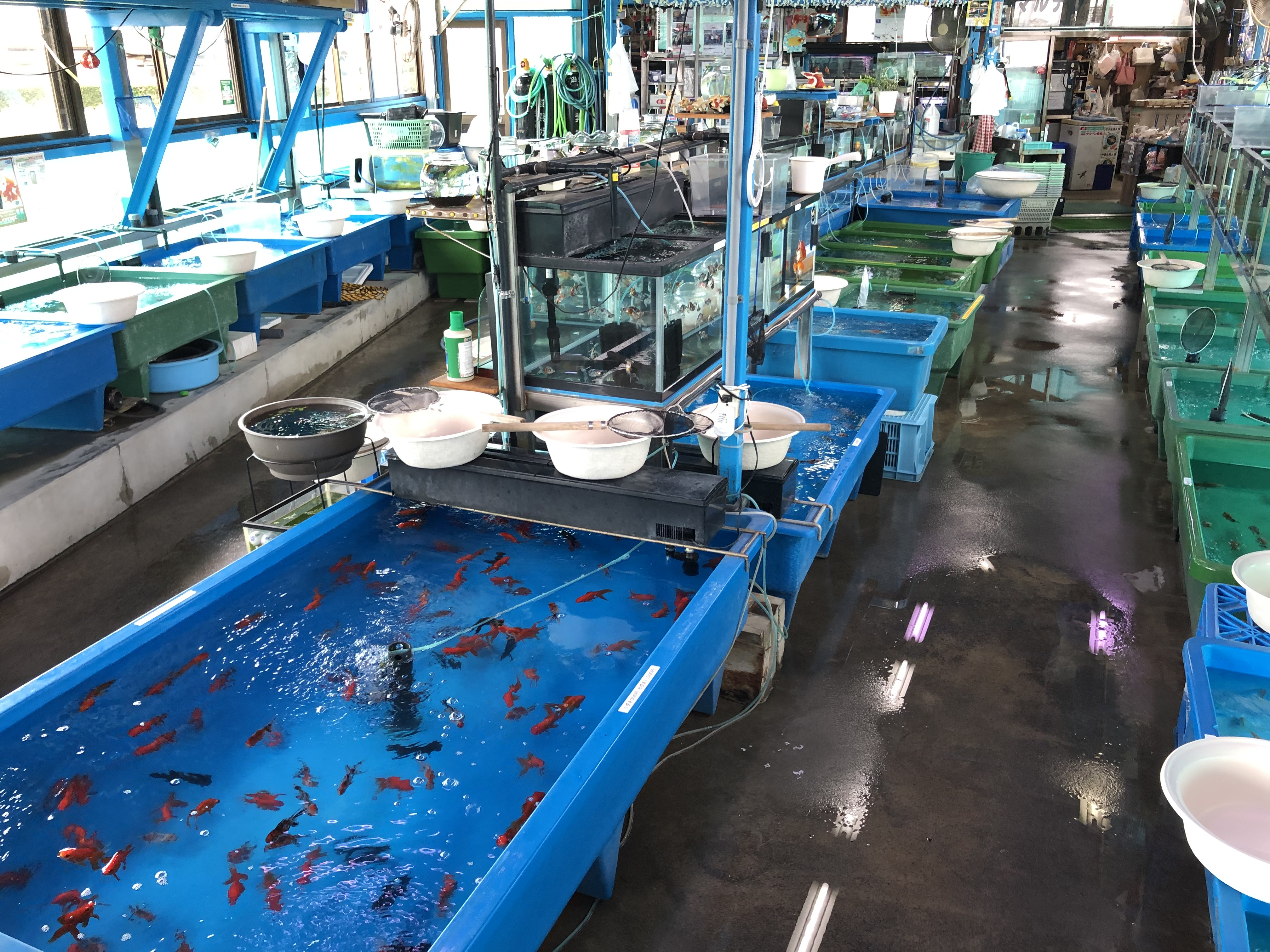
市内の金魚店

  - 弥富市は弥富金魚で知られ、金魚日本一大会を開催している。弥富市歴史民俗資料館には弥冨金魚の水槽が展示されている。
  - 市のイメージキャラクター「きんちゃん」は金魚をモチーフにしている[27]。2007年にイメージソング「近所の金魚は弥富のきんちゃん」が作られた。

- ブンチョウ[28][29]
  - 弥富市は文鳥愛好家の間で俗に「文鳥村」と称される。
  - ブンチョウは、1864年（元治元年）、尾張藩の武家屋敷に女中奉公していた八重女（やえじょ）が、又八新田を開発した犬山成瀬家家来大島新四郎に嫁いだ際、桜文鳥のつがいを持参し飼育を始め、それを機に又八新田地帯にてブンチョウの飼育が流行したのがブンチョウ文化の発端とされている。明治時代初期、あるブンチョウが突然変異で純白の文鳥を産んだことをきっかけに飼育改良に成功し、日本唯一のハクブンチョウの特産地となった。1962年（昭和37年）頃から10年間、生産量はピークを迎えた。
  - 現在の飼養戸数は4戸にまで減少している。ハクブンチョウとサクラブンチョウは6：4の割合で生産され、雛鳥の8〜9割は手乗り文鳥、残りは種文鳥となる。最近では、羽毛が茶色がかった「シナモン」・羽毛が灰色の「シルバー」の新種2種が繁殖され、その希少性が評価されている。2001年（平成13年）からは文鳥の足に弥富文鳥を示すシールがつけられている。
  - 市内の国道1号沿いには、ハクブンチョウの鳥模型が天井に装飾された電話ボックスが設置されている。

### 郷土料理
水郷地帯である風土から、木曽川や用水でとらえた淡水魚を食べる文化が根付いている。特にコイ、モロコといったコイ科やハゼの仲間が多く、「ぼら雑炊」、「鮒味噌」、モロコを使った押し寿司である「箱寿司」といった料理を人が集まる時に好んで食べていた伝承がある。

## 出身著名人
- 宮崎筠圃 - 儒学者。旧・十四山村鳥ヶ地出身。
- 服部擔風 - 漢詩人[24]。
- 武藤山治 - 実業家・政治家。
- 大錦大五郎 - 大相撲力士。第28代横綱。
- 山中かく - 日本国内最高齢の人物。出身は西尾市。
- 吉川博 - 政治家。旧十四山村出身。
- 服部勇次 - 音楽家。わらべ歌研究家。
- 上田馬之助 - プロレスラー。
- 飯田高子 - 女子バレーボール選手。ミュンヘン五輪・モントリオール五輪メダリスト。
- 後藤恭子 - 歌手・女優。
- 山田喜久夫 - プロ野球選手。
- 富風悟 - 大相撲力士。
- 大橋孝明 - ミュージシャン。Gallaメンバー。
- 武田満作 - 銀行家。

## 市内の風景

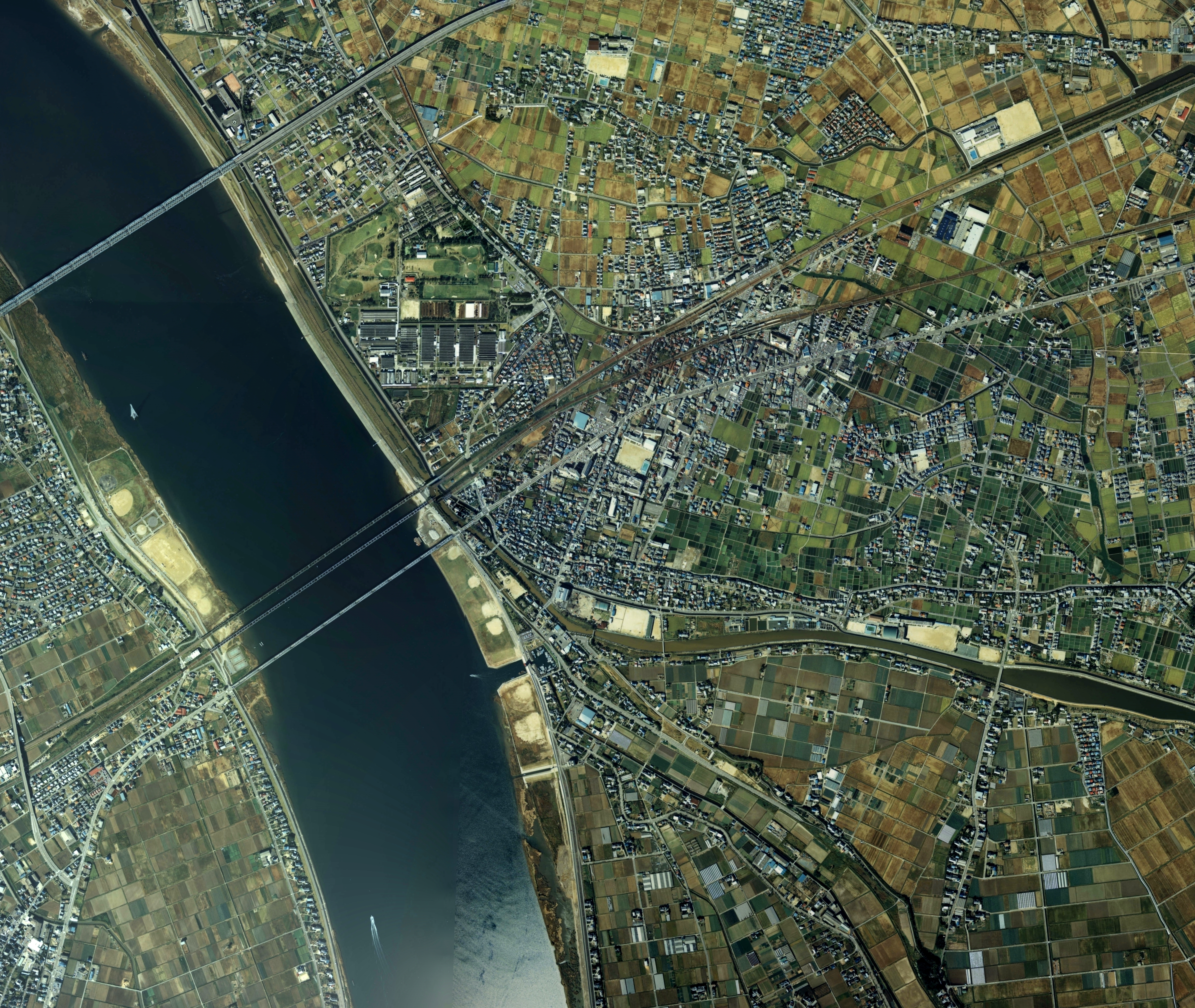
弥富市中心部周辺の空中写真。1987年撮影の7枚を合成作成。国土交通省 国土地理院 地図・空中写真閲覧サービスの空中写真を基に作成。
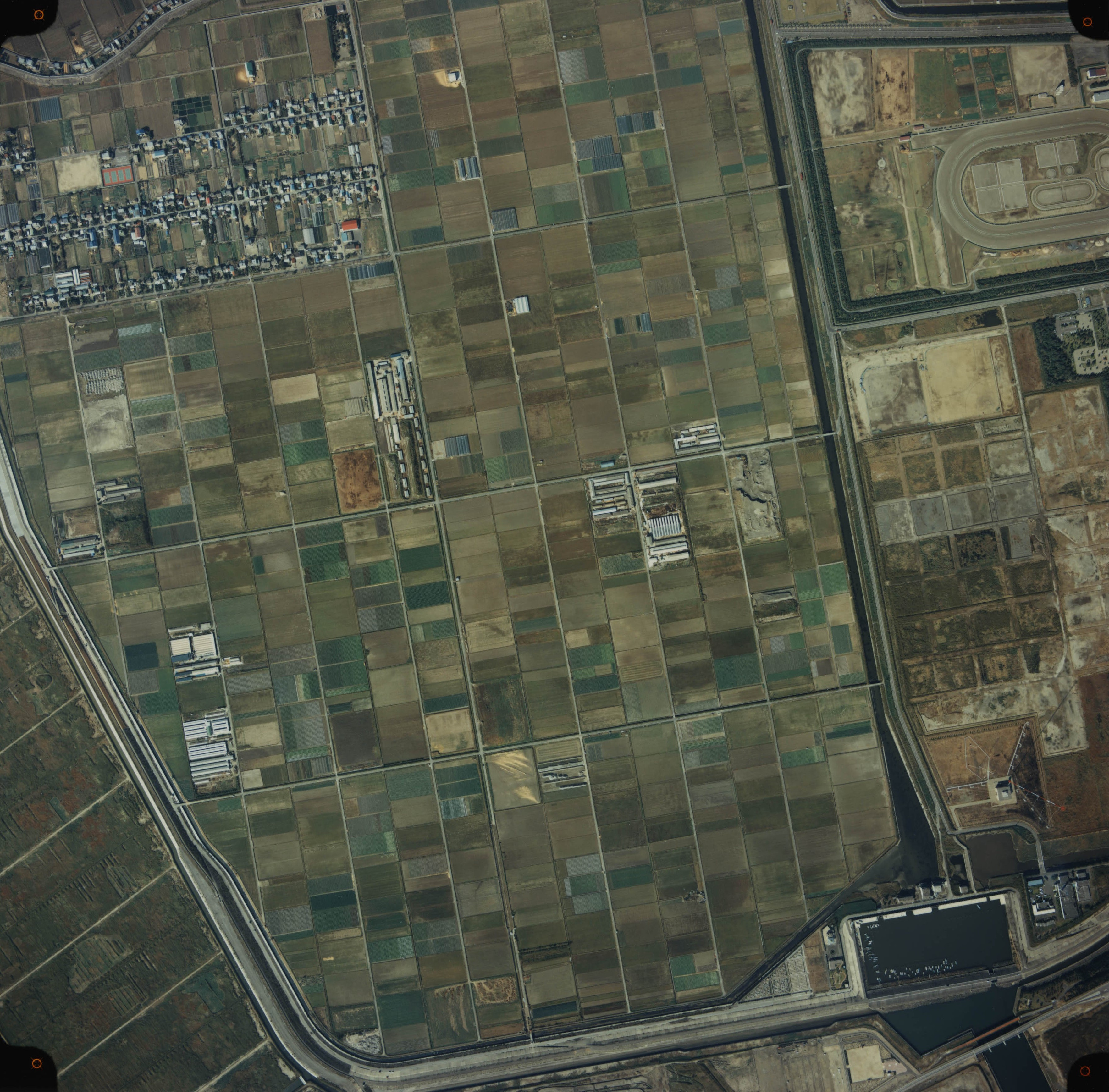
鍋田干拓地
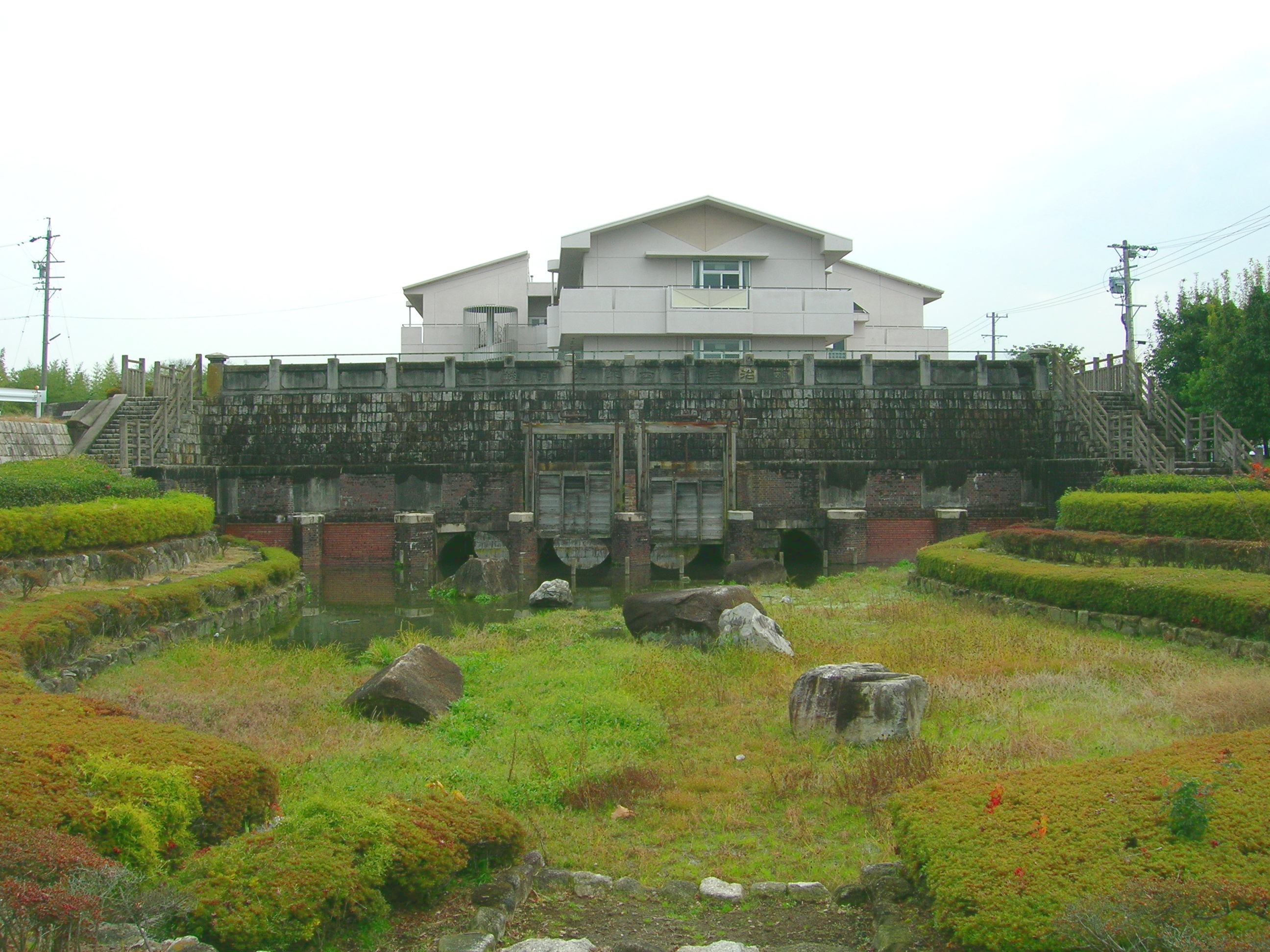
立田輪中人造堰樋門
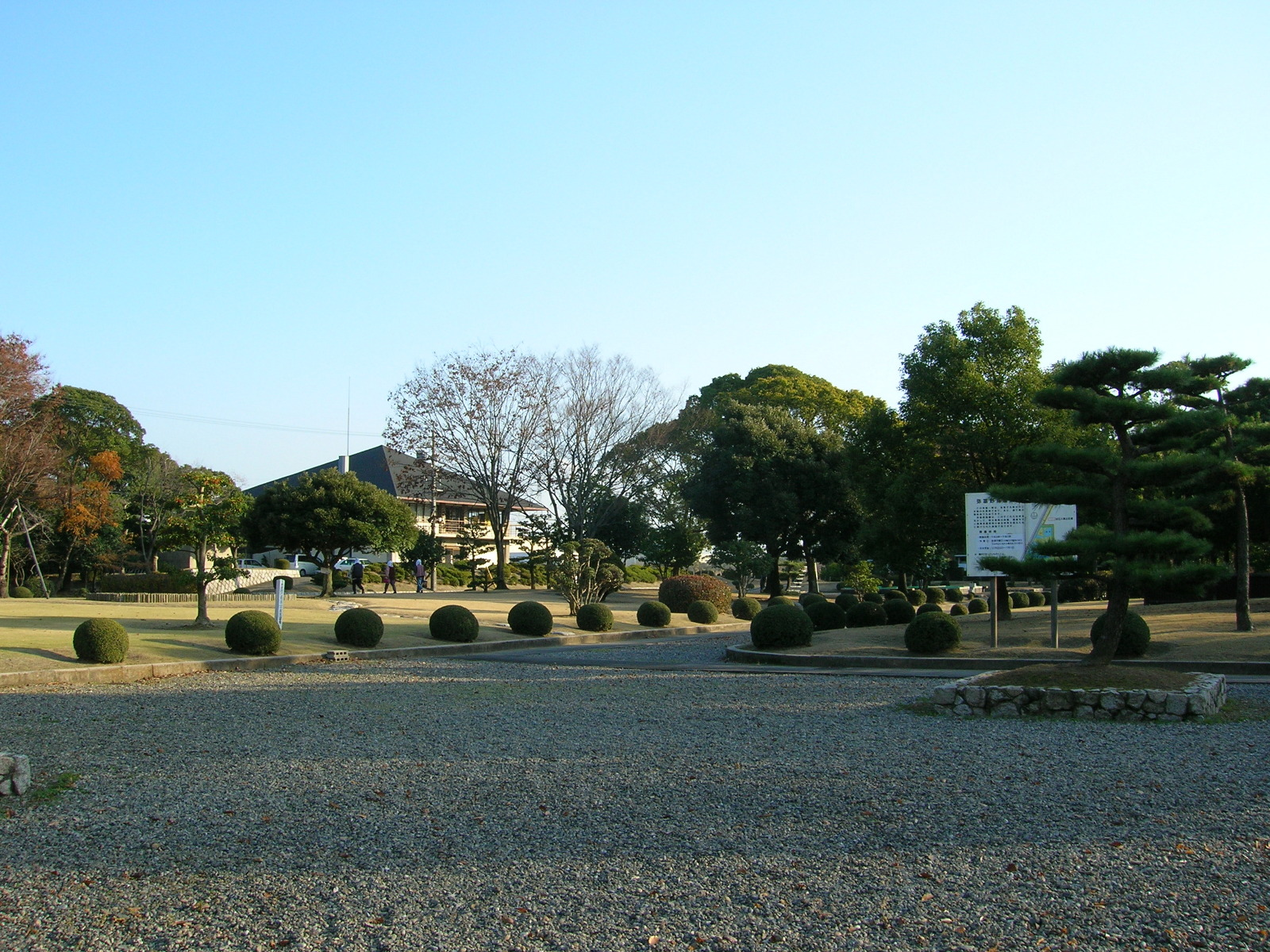
弥富野鳥園
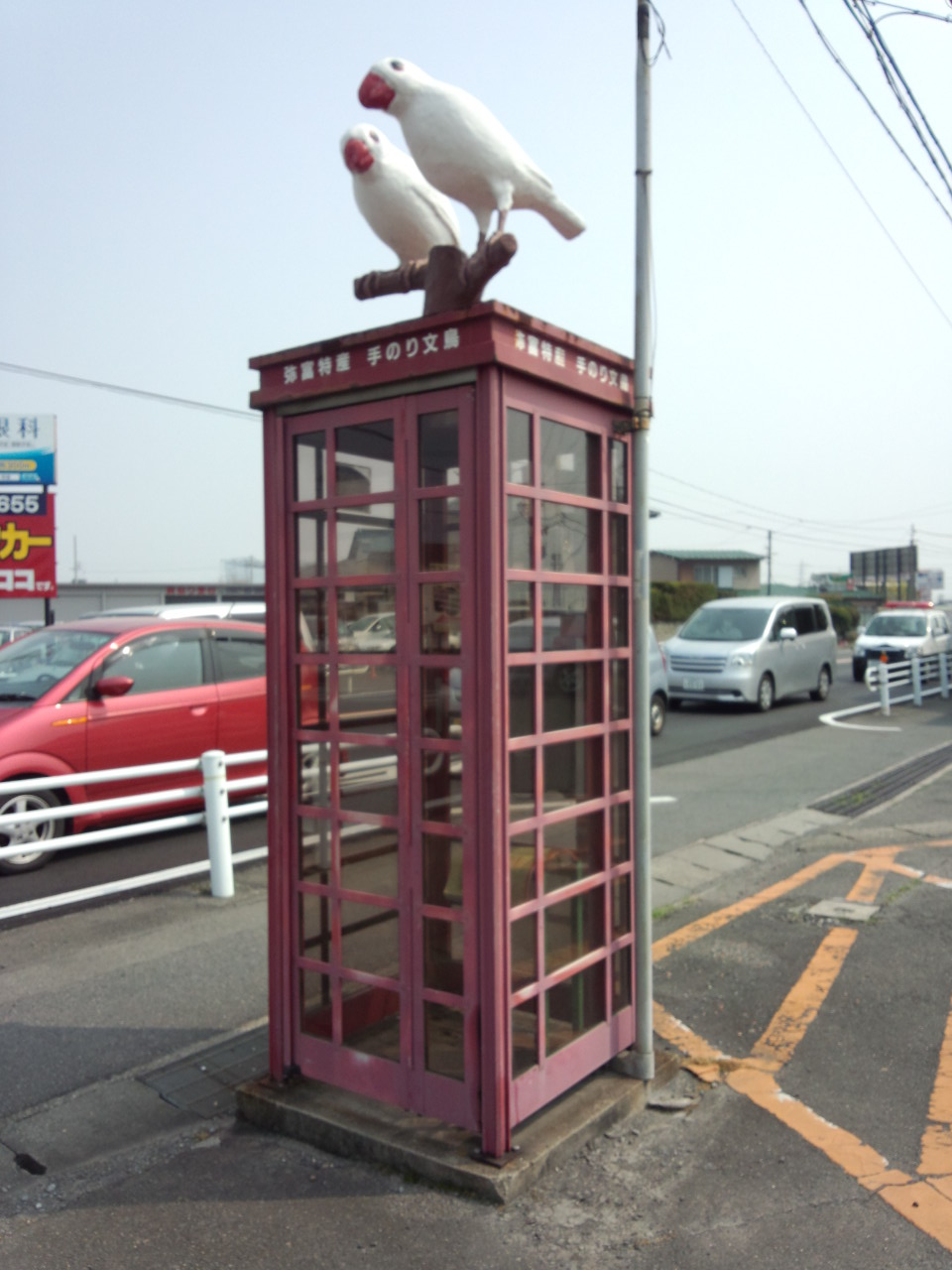
弥富市高架橋南の文鳥電話ボックス
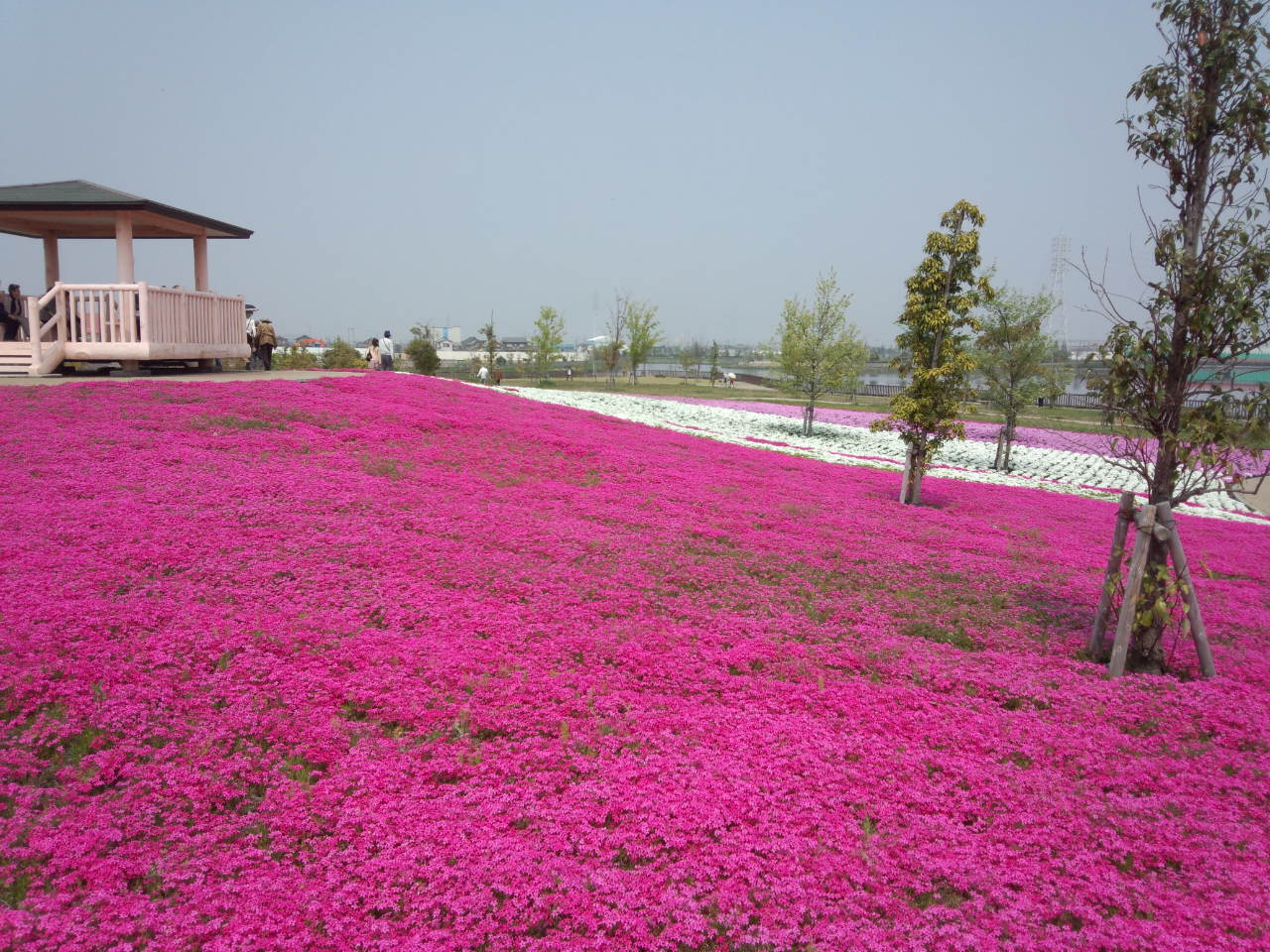
三ツ又池公園
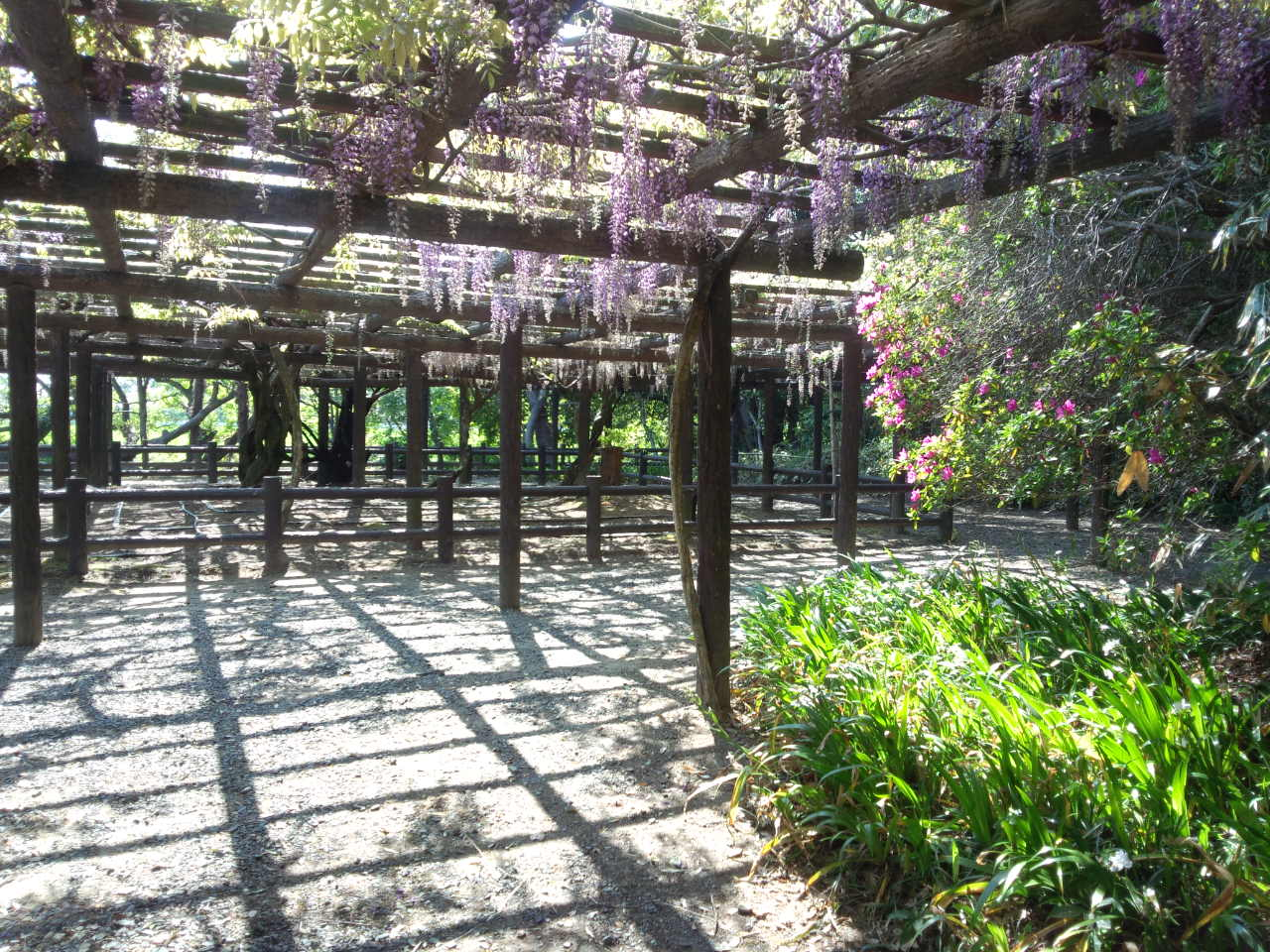
森津の藤